# 頭文字D ARCADE STAGE
『頭文字D ARCADE STAGE』（イニシャルディー・アーケードステージ）は、しげの秀一作の漫画『頭文字D』をゲーム化したレースゲームのシリーズ。2002年に第1作が稼働して以降、20年以上にわたってシリーズ作品がリリースされている。
本記事では、続編にあたる『頭文字D THE ARCADE』（イニシャルディー・ジ・アーケード）シリーズについても解説する。

## ラインナップ

### 頭文字D Arcade Stageシリーズ
- 頭文字D Arcade Stage（2002年）
- 頭文字D Arcade Stage Ver.2（2002年）
- 頭文字D ARCADE STAGE Ver.3 （2004年）
- 頭文字D ARCADE STAGE 4 （2007年）
頭文字D ARCADE STAGE 4 改（2008年）
- 頭文字D ARCADE STAGE 5（2009年）
- 頭文字D ARCADE STAGE 6 AA（2011年）
- 頭文字D ARCADE STAGE 7 AAX（2012年）
- 頭文字D ARCADE STAGE 8 ∞（2014年）
- 頭文字D ARCADE STAGE Zero（2017年）
頭文字D ARCADE STAGE Zero Ver.2（2019年）
- 頭文字D THE ARCADE（2021年）

### 家庭用向けラインナップ
- 頭文字D Special Stage（PlayStation 2、2003年）
- 頭文字D STREET STAGE（PlayStation Portable、2006年）
- 頭文字D EXTREME STAGE（PlayStation 3、2008年）

## 筐体概要

### Ver.1～Ver.3
- 筐体メーカー：SEGA（ハンドルはnamco製）
- システム基板：NAOMI2
- プレイ人数：1人～2人
- 入力デバイス：ハンドル・シーケンシャルシフト・アクセル・ブレーキ・スタートボタン・ビューチェンジボタン
- 磁気カードスロット
  - 部品調達難により、2017年3月31日を以って修理サポートを終了した[1]。

### 4～8∞
- 筐体メーカー：SEGA
- システム基板：LINDBERGH（4～5）、RINGEDGE（6 AA～8∞）
- プレイ人数：1人～2人(店内タッグバトルは4人)
- 入力デバイス：ハンドル・シーケンシャルシフト・アクセル・ブレーキ・スタートボタン・ビューチェンジボタン・上下左右ボタン
- ICカードスロット
  - 部品調達難により、2020年2月28日を以って修理サポートを終了した[2]。

### Zero・THE ARCADE
- 筐体メーカー：SEGA
- システム基板：Nu2（Zero）、ALLS MX2.1（THE ARCADE、『頭文字D ARCADE STAGE Zero』からコンバージョンされた筐体）、ALLS UX（THE ARCADE、『SEGA World Drivers Championship』からコンバージョンされた筐体）
- プレイ人数：1人～2人、1人～4人(THE ARCADE)
- 入力デバイス：ハンドル・アドバンスドシフト・アクセル・ブレーキ・スタートボタン・ビューチェンジボタン・上下左右ボタン・
- Aimeカードリーダー
  - THE ARCADEの筐体は、『頭文字D ARCADE STAGE Zero』からコンバージョンされた筐体（『ALLS MX2.1』を使用）と『SEGA World Drivers Championship』からコンバージョンされた筐体（『ALLS UX』を使用）の2種類がある。両筐体は基板構成や使用している液晶モニターなどが異なるため、両筐体におけるシステム基板の互換性はない。
  - Zeroの筐体は部品調達難により、2024年2月29日をもって修理サポートを終了した。『頭文字D ARCADE STAGE Zero』並びに『SEGA World Drivers Championship』からTHE ARCADEへコンバージョンされた筐体は、2024年3月1日以降も修理サポートを継続する。

## 作品解説
プレイヤーは原作の主人公・「藤原拓海」をはじめとした、原作に登場する名うての「走り屋」たちの愛車を操作し、群馬・秋名山などレースを繰り広げた場所をステージとしナンバー1を目指す。
初代アーケードの筐体は、拓海の愛車である「藤原とうふ店のパンダトレノ」をイメージした造りになっている。またゲームプレイに用いる磁気カードやゲーム映像のロード中画面では、原作コミックに使われたイラストが採用されていた（一部、書き下ろし有り）。
自分の車種と自分の名前を記録した磁気カード（『4』から『8∞』までは「頭文字D免許証」という名前のICカード、『ZERO』、『THE Arcade』では「Aime」などを始めとしたAmusement IC対応カード）を使って、ゲームでポイントを貯めてチューニングやメンテナンスをこなしながら各モードに挑戦する。
原作のキャラクターと各峠でバトルする「公道最速伝説」や、インターネット・ランキングに参加できる「タイムアタック」がある。Ver.2からは「文太に挑戦!!」が加わり、挑戦をして勝つたびに藤原文太も速くなるモードが追加された。
さらに、各モード中に「乱入対戦」や4で追加された全国のプレイヤーと戦える「全国対戦」によりプレイヤー同士の対戦バトルが楽しめる。

## 主なゲームモード
※現行最新バージョンでは無くなったものもある。
公道最速伝説/公道列伝/ストーリー
原作のキャラクターがライバルとなり、各コースでCPUとの対戦を行う。
1人のキャラクターに付き2種類のコンディションで対戦でき、1回目は晴れのコンディションとなり、ライバルを倒すとキャラの写真に「／」が付く。2回目は、雨のコンディションで対戦し、最終的に「×」となる。
なお、全峠の全員を倒さない限り、2回目以降も雨のコンディションで対戦となる。そして「公道最速伝説」を全峠制覇するとキャラクター写真の右下に星が付く。全峠制覇するには、雨コンディション状態のキャラクターは倒さなくてもよい。
『6 AA』、『8∞』にて仕様が大幅に変更された。
『Zero』でも仕様が大幅に変更されたうえに名称も「公道列伝」に改められた。更に『Zero Ver.2』では2周目以降もプレイできるようになり、最大5周目でオールクリアとなる。
『THE ARCADE』ではストーリーモードと名称変更と仕様変更がされた。
タイムアタック/タイムトライアル
プレイヤー1台でタイムを競うモード。プレイ中は、右上部に筐体内総合1位タイム・筐体内車種別1位タイム・自己ベストタイムと、その下部に、筐体内総合1位タイム差・筐体内車種別1位タイム差（Ver.3から表示）・自己ベストタイム差の比較（Diffタイム）がそれぞれ表示される。筐体のレコード（総合10位以内・車種別の1位）及び、自己ベストを更新すると、パスワードがプレイ後に表示される。
また、パスワードは、プレイ開始時のステータス画面で確認ができる。また、パスワードにより、インターネットランキングへの参加が可能（Street Stageを除く）。
4以降はインターネットランキング機能を標準で実装し、ALL.Netに接続してある筐体であれば、自己ベスト時のタイムデーターが自動的に送信され、随時ランキングに反映される。
『6 AA』よりタイムアタックのタイムによるランク基準が追加され、BRONZE・SILVER・GOLD・PLATINUMといったランクだったが、『7 AAX』より新たにPLATINUMの上位種であるSPECIALISTが追加され5ランク構成となった。『8∞』ではシリーズ中ランク基準が最も厳しく、上級者の腕前に使用車種によってはSPECIALISTが取れない事態もあったが、あまりの難易度の高さにより『Zero』ではランク基準が易しくなり、使用車種によってはSPECIALISTが取れない事態が解消されている。『Zero』のVer.1.30のアップデートより新たにタイムアタック段位の追加とSPECIALISTの上位種であるPROFESSIONALが追加され6ランク構成となった。タイムアタック段位は最初はBRONZE段位からスタートし、SILVER段位、GOLD段位、PLATINUM段位、SPECIALIST段位、PROFESSIONAL段位、そしてLEGEND段位が最上位となる。段位はチャレンジミッションをクリアすることで段位ゲージがアップし、一定量貯まると段位ランクが昇格し、一定の段位まで昇格すると称号が貰える。コースごとのチャレンジミッションに関してはPROFESSIONALのタイムランクを達成すればそのコースのチャレンジミッションは全クリアとなる。
『8∞』ではDコインを消費することによってゴーストを出現させることができたが『Zero』ではそのままゴーストの表示ができるようになった。また『THE ARCADE』では一度完走した後にそのコースを再トライするとゴーストの表示ができるだけではなく、ゴーストとの距離が表示されるようになった。
『THE ARCADE』ではタイムトライアルへと名称変更された。
通信対戦
『Ver.1』のみに存在したモード。『Ver.2』より乱入対戦に変更された。
乱入対戦
通信対戦に代わり、『Ver.2』・『3』に存在したモード。『4』より店内対戦、『THE ARCADE』より店内バトルへ変更された。
文太に挑戦!!
拓海の父である伝説の走り屋・「藤原文太」と対戦するモード。レベル1から30まであり、アーケード版では『Ver.2』より実装され、4で削除。
選択するにはカードとポイントが必要となるが、Street Stageでは「公道最速伝説」を全峠制覇し（1周目クリアのみでよい）、ギャラリーで該当のカードを閲覧すると選択できるようになる。文太に勝てばポイントが貰え、負ければ没収が原則である。ただし、Street Stageの場合、勝敗に関わらずカードは貰える。
『Ver.2』では、レベル1から10までは、1000pts。レベル11から20までは、2000pts。レベル21から30までは、3000pts以上が必要だったが、『Ver.3』では、全レベル統一して、4000pts以上となり、文太のレベルも15までとなった。
コースも『Ver.2』では、上級・超上級のコースに限られていたが、『Ver.3』は全コース選択できる。また、文太の使用車種もレベル0から10（『Ver.3』では0から5）まで初期のAE86トレノ、レベル11から20（6から10）までは、エンジン換装仕様のAE86、レベル21から30（11から15）までは、文太仕様のインプレッサで対戦となる。しかも、その難易度はコース・使用車種によって「クリア不可能」になることもあるほど高い。
『Ver.3』の「秋名（上級）」のレベル11から15は、スノーコンディションになる。なお、勝敗に関わらずコンティニューはできず、ゲームは強制終了・カードも排出される。
『7 AAX』と『8∞』にて仕様を変えて復活し、勝敗に関わらずコンティニュー可能となった。なお、『7 AAX』と『8∞』では文太の出現条件が異なる。
『DAC』では、『DAC』のストーリーモード内で、2022年4月28日に復活。こちらでは勝利報酬としてフルチューンチケットのかけらが手に入る。
全国対戦/オンラインバトル
新筐体になった『4』から実装されたモードであり、筐体をオンライン接続し、離れたプレイヤーとリアルタイムでオンライン対戦を楽しむモード。本体の設定にもよるが、このモードのみ勝てば最大3回連続での対戦が可能である。
また3連勝を達成するとボーナスとして多量のポイントを獲得できるが、その場合はコンティニューによる他のゲームモード選択はできず、強制的にゲーム終了・カード排出となる。
基本的に自分の走り屋クラスから上下2ランクのプレイヤーがマッチングされ、勝利すれば走り屋ランクのゲージが上昇し、ゲージが満杯になれば昇格戦を迎える。勝利すれば昇格。敗北すればゲージが減少する。同時にマイキャラゲージも上昇し、こちらも満杯になったら自動的にマイキャラスロットが出現し、そのスロットで当たったアイテムがマイキャラパーツとして使用可能になる。マイキャラゲージは負けても1つ、勝てば2つ上昇する。敗北すると、Dランクまでは走り屋ランクのゲージは減少しないが、Cランク以降はゲージが減少し、ゲージが空になると降格戦となり、敗北すれば降格、勝利すると再び上昇する。
『6AA』からは仕様が変更されランクの降格が無くなった。マッチングはグループ別に行われるようになり、勝敗によりグループの昇格・降格がなされ、グループ移動に関わる昇格戦、降格戦は存在しない。
『Zero』では最大2回連続まで対戦となったが、新たにリベンジが追加されコンティニューすることにより同じ相手ともう一度対戦ができる。なお、マイキャラゲージが廃止された。
『THE ARCADE』ではオンラインバトルへと名称変更され、新たにラウンドランキングが追加された。ラウンド開催期間ごとに一定回数対戦すると様々な報酬が手に入る。
店内対戦/店内バトル
同じく『4』から実装されたモード。店内LANで結ばれた筐体と対戦するモード。全国対戦時のマッチング待機状態の時は、店内対戦のマッチングがされず、このモードから店内対戦をする必要がある。その逆も不可能である。なお、勝敗は走り屋ランクや全国対戦マッチ時に表示される対戦数には反映されない。
『THE ARCADE』では店内バトルへと名称変更され、最大4人まで対戦できるようになった。
イベントモード
『5』から実装されたモード。不定期に様々な状況下で開催されるイベントをプレイするモード。イベントスコアの上位1000位以内か、入賞ボーダーに入ればマイフレームやステッカーが入手できる。
イベント内容は様々で、全国でタイムアタックのタイムを競いあう場合もあれば、全国対戦と同様に対戦を行い、その勝利数や各セクション毎の先行数などでイベントスコアが計算され、それがランキングに反映されるという場合もある。なお、地域区分も様々で、全国大会から地区大会まで様々な大会パターンがある。入賞に必要なスコアやタイムは、状況により上下する。
なお、イベントが開催されている時は、クレジットを投入していない時のローディング中に大会内容が表示され、画面右上の状況確認アイコンには「イベント」と書かれているアイコンが点灯している（なお、イベントを開催していないときはアイコンは消灯している）。このモードは『8∞』をもって廃止となった。
挑戦状
『5』で登場した要素。全国対戦に含まれている要素のため、正しくはモードではない。カードを入れゲームを開始するとまれに「挑戦状」とこれまでに倒したライバルからの手紙が現れる。
挑戦を受けると全国対戦形式でコースがランダムに選ばれバトルになる。そのバトルに勝てば通常より多くのマイキャラゲージがもらえる。ただし走り屋ランクのゲージは増えない。
勝利後はそのまま全国対戦モードに移行するが、負けてしまうとゲーム終了となってしまう。
タッグバトル
『6AA』から実装されたモード。2つ以上の筐体が設置されている店舗でプレイ可能。同じ店舗内からパートナーを探して、タッグを組んでプレイする。
それぞれを上り・下りと分担し、同時にレースをスタート、コース上に設置された金・銀2色の「A（エース）パネル」を取得していき、ポイントの多いチームが勝利となる（金色のパネルは2pt、銀色のパネルは1pt）。同セクション内でペア揃って同色のパネルを獲得すると「ダブルエースポイント」で2pt追加される。
「公道最速伝説」に当たる対CPU戦の「関東最速プロジェクト」、4つ以上の筐体が設置されている店舗では「店内タッグ対戦」、他店舗の実力の近いプレイヤー達とオンライン対戦する「全国タッグ対戦」が選択可能。走り屋イベント同様『8∞』をもって廃止となった。
ストーリーモード（PS2版「Special Stage」のみ収録）
プレイヤー自身が藤原拓海か高橋啓介、及び高橋涼介となり、原作のストーリーが楽しめる。Special Stage欄参照。
『THE ARCADE』では公道列伝から本モードの名称に変更及び仕様変更されている。
公道最速理論
『THE ARCADE』の2021年8月のアップデートから実装されたモード。プレイヤー自身が頭文字Dに登場するキャラクターとパートナーを組み、コースを選んで全国のドライバーの分身と最大4台でバトルができる。またタイムトライアルのEXPERTランク以上の速さを持つ全国の強豪分身に挑むことができる。

## 用語・テクニック
走り屋レベル
『Ver.2』・『3』のみ採用。カードの下段の印字部分に星印で印字される。全部で30個。「公道最速伝説」で10個。「文太に挑戦!!」で10個。「乱入対戦」で10個獲得できる。
対戦レベル・走り屋クラス・走り屋グレード
『Special Stage』を除く『Ver.2』以降の作品で採用。乱入対戦にて他のプレイヤーと対戦し、成績を上げていくにしたがってレベルが上昇する。Lv.1から最大Lv.99まで上がる。カードには印字されず、ゲーム開始時のコンフィグ画面で対戦成績と共に確認できる。Lv.10までは、対戦成績に関係なく上昇するが、Lv.11以上になると対戦成績によってはレベルダウンすることもある。また、上昇するにしたがって対戦開始時にオーラが現れる（下記参照）。
『4』で走り屋クラスと名称変更。『4』・『5』ではD3から、『7 AAX』・『8∞』ではE3からスタートし、全国対戦に勝利すればゲージが溜まり、D2→D1→C3→C2→C1→B3→B2→B1→A3→A2→A1→S3→S2→S1→SSの順にレベルが上がっていく。なお、SSは「プライドランク」というランクがあり、こちらも全国対戦で勝利すれば1上昇。敗北すれば2減少となり、0になるとS1降格戦となる。C3以上、または昇格戦で負けるとゲージが減る。
『THE ARCADE』ではオンラインバトル専用のモードランクがあり、DACのVer.1.10からは、オンラインバトルランク上限を超えると、「プライドランキング」に参戦し、「プライドランク」となる。全国対戦の対戦相手検索時には、これが近いプレイヤーを優先してマッチングしている。現時点で走り屋クラスはX1が上限となり、オンラインバトルランクが降格しても減少することはないが、走り屋クラス経験値についてはオンラインバトルランク初回昇格した時だけ経験値を獲得可能。
オーラ
『Ver.2』以降の全作品で採用。上記の対戦レベルがLv.11以上になると、乱入対戦のスタート時の、ネームを表示する画面（車の周りを見渡すシーン）に出現する。Lv.11だと車の天井に少し出ている程度だが、最終形態のLv.20になれば車全体を覆うほどの大きさになる。Lv.11～20の色は青。Lv.21・22の色は緑。Lv.23・24の色はクリムゾン。Lv.25・26の色はオレンジ。Lv.27の色は赤。Lv.28の色は黄。Lv.29の色は紫。Lv.30の色はシアン。Lv.31以上だと色は白だが、10連勝以上になると虹（レインボー）になる。ただし、1戦でも負けると白に戻る。
『4』・『5』では走り屋クラスがA3になると黄色いオーラが出現、ランクが上がると徐々に緑、青へと変化し、SSランクになると白いオーラを放つ。『6 AA』ではレベル60以上になると青いオーラが出現。『THE ARCADE』では走り屋クラスでのオーラは獲得できず、全国対戦用のランクをクリアグリーン以上、または全国対戦のラウンド期間内で一定回数参加することでオーラを獲得することができる。
なお、『4』以降は公道最速伝説モードの一部ライバルが青いオーラや飛翔オーラを出すようになった。
ブラインドアタック
全作品で採用。原作で藤原拓海が見せた、ヘッドライトを消して相手の視界（バックミラー）から姿を消し、相手を混乱させるというテクニック。ゲーム中には全モードで、夜のステージのみ使用できる。『Ver.3』までは、スタートボタンを2秒以上押すと消え、もう1度押すと再び点灯し、『4』以降はスタートボタンを約3秒押すとライトが消え、この状態でスタートボタンを押せば即座に点灯する。『Special Stage』の場合はL2ボタン、『Street Stage』の場合は○ボタンでライトが消える。また、乱入対戦時には、ライト消灯にあわせて右上のアドバンテージ（相手との差を表すメーター）も表示されなくなる。
『5』以前は、ヘッドライトを消しても映像が見やすく、さらに相手にはほとんど見えなくなるため非常に有効な戦法であったが、映像の明暗が強調された『5』以降では更に見え辛くなり、慣れていないとまともに走行できず、ビジュアルが強化された『DAC』のVer.1.10以降では、より見え辛くなった。また、『8∞』ではドラテク訓練の対象にもなっており、『DAC』ではレース中走行距離の95%以上ブラインドアタック発動して走行したら称号が貰える。
なお全作品共通で、公道最速伝説のサイドワインダー編の最終話で対戦する藤原拓海は、バトル中に接近戦になるとブラインドアタックを使用してくる。
ブーストオフ
対人戦の無い『Special Stage』を除く全作品に採用。対人戦時のスタート前のロード画面で両者が一定時間同時にブレーキを踏む（『Street Stage』では開始時に設定をする）と、対戦開始時の右上にBoost offと点滅表示され、後追い車のスピード補正が無くなる。
ATでもシフトダウン
『8∞』まで採用。ATに設定している場合でも、手動で1速のみシフトダウンすることが可能である。なお、手動でのシフトアップはできない。
頭打ち（オーバーレブ）走行
全作品で採用。コーナーを曲がる直前にシフトダウンし、エンジンをオーバーレブさせ、速度を落ちにくくした状態で強制的に姿勢を変えてコーナーを曲がるテクニック。『4』までは各コースのギアレシオが頭打ち走行にピッタリの数値になっており、なおかつオーバーレブ時には痙攣したかのようなアップダウンが繰り返され、速度が落ちにくかったため、素早くコーナーを曲がる際に多用されていた。『5』以降ではこれを行った際の減速率が大きくなっており、このテクニックだけでは素早くコーナーを曲がりにくくなっている。
ノーブレーキ走法
『D8∞』ではNORMALまたは初期チューン状態の車でステアリングを大きく切ることで、例えアクセルオンでもいろは坂のヘアピン以外のほとんどのコーナーをノーブレーキで壁ヒットせずに通過できた。また『D8∞』ではドラテク訓練ミッションの対象にもなっていた。しかし『D Zero』ではNORMALまたは初期チューン状態の車でもステアリングを切ったとき、『D8∞』の時より減速量が抑えられ、ノーブレーキで通過できなくなった。

## 頭文字D Arcade Stage[注 4]
2002年に稼動開始。筐体はシングルドライブ機である『救急車』をベースに、ビルボード（看板）とハンドル部分を右ハンドル仕様と実車に近いハンドル径へ変更。また、モニターも従来の水平同期周波数24khzまでのものから、31khz出力に対応出来るタイプへ変更したキャビネットが採用された（以降、セガから発売されたドライブゲームは、『頭文字D4』で再設計されたLINDBERGHユニバーサル筺体を使用せず、こちらの筺体をベースに使用され続けることとなった）。磁気カードシステムは『F-ZERO AX』や『クラブカート』と同様のユニットが搭載されている。筐体のシート裏や画面上のPOPには、黒と白を基調にし、拓海・啓介・涼介とAE86がデザインされている。磁気カードの種類は全8種類。
- ゲームモード：「公道最速伝説」・「タイムアタック」・対戦

登場する峠コース
- 『妙義（初級）『無属性』』（妙義ナイトキッズのホームコース）

1周3.204km（全モードで左周り・右回り共に、1レース3周する）
群馬県に実在する公道をベースに、アーケードステージ用にアレンジされた初心者向けの初級コースである。ほとんど、ブレーキ・シフトダウンの必要の無い高速コースとなっている。コース途中には、妙義峠特有の絶壁も再現されている。
- 『碓氷（中級）『無属性』』（インパクトブルーの2人のホームコース）

1周4.242km（全モードで左周り・右回り共に、1レース2周する）
群馬県と長野県の県境に実在する公道をベースに、アーケードステージ用にアレンジされた中級者向けの中級コースである。中盤地点には、セクションがある。初級に比べ急コーナーが増え、場合によっては、ブレーキ及び、シフトダウンが、必要な場合もある。コース途中には、旧信越本線の、めがね橋や、峠の釜飯看板の駐車場も再現されている。
- 『秋名（上級）『高速属性』』（秋名スピードスターズのホームコース）MAP

全長7.552km（セクション1：1.6km　セクション2：1.9km セクション3：1.8km　セクション4：2.0km）
名称は架空だが、群馬県に実在する公道をベースに、コースレイアウトをそのままに再現した上級コースである。途中、4つのセクションに分けてある。また、原作同様に、『秋名』の名所になっていて、藤原拓海が得意とする『溝走り』の側溝も、セクション3で再現されている。下りのスタート地点は、原作でおなじみの、給水塔前のチェーンベース。上りのスタート地点は、伊香保温泉街の駐車場である。実際の地点は、群馬県渋川市伊香保町湯中子となる。
- 『八方ヶ原（超上級）『テクニカル属性』』MAP

全長5.756km（セクション1：1.3km　セクション2：1.3km セクション3：1.4km　セクション4：1.7km）
栃木県に実在する公道をベースに、コースレイアウトそのままに再現した超上級コースである。秋名同様に4つのセクションに分けてある。往路・復路共に上り・下りがあり、中盤にはヘアピンもある複合コースである。コース自体の取材時には、道路が未完成だったため、中盤地点には工事中のエリアもある。実際の地点は、栃木県那須塩原市塩原となる。なお原作では、往路のセクション4に入った後の、道幅が広くなる短い直線で折り返しており、そこから先はゲームのみの登場となっている。
『全コース走破』
タイムアタックにて、ポイント6万ポイント以上で、選択可能になる。

## 頭文字D Arcade Stage Ver.2
2002年12月10日に稼動開始。筐体のシート裏や画面上のPOPには、青を基調にし、原作コミック24巻に収録されている、拓海（AE86）vs坂本（EA11R）のバトルシーンが、デザインされている。磁気カードの種類は全16種類で、枠も青が基調。
基本的にはアドバンテージポイントは各COM.を引き離したポイントが追加される（基本的に145mの場合では145ポイント。赤城以降では3倍になるが、どれだけ引き離しても最大でも1500ポイントとなる）。
- ゲームモード：「公道最速伝説」・「タイムアタック」・「文太に挑戦」・乱入対戦
  - 追加コース：『赤城（上級）』、『いろは坂（超上級）』
  - 追加車種

LEVIN SR（AE85）
ALTEZZA RS-200（SXE10）
CELICA GT-FOUR（ST205）
SILVIA Q's（S14）
ROADSTER S Special（NA6C）
RX-7 SPIRIT R Type A（FD3S／VI型）
IMPREZA WRX type R STi ver.V（GC8）※隠し車種
Cappuccino（EA11R）
登場する峠コース
- 『妙義（初級）『無属性』』（妙義ナイトキッズのホームコース）
- 『碓氷（中級）『無属性』』（インパクトブルーの2人のホームコース）
- 『秋名（上級）『高速属性』』（秋名スピードスターズのホームコース）

基本的には『1』と変わらず。対戦・タイムアタックでは『昼・夜』、『晴れ・雨』が選択可能。
- 『八方ヶ原（超上級）『テクニカル属性』』

基本的には『1』と変わらず。対戦・タイムアタックでは『夜』に固定され、『晴れ・雨』が選択可能。
- 『赤城（上級）『テクニカル属性』』（赤城レッドサンズのホームコース）MAP

全長5.804km（セクション1：1.5km　セクション2：1.3km セクション3：1.5km　セクション4：1.4km）
群馬県に実在する公道をベースに、コースレイアウトをそのままに再現した上級コースである。対戦・タイムアタックでは、『昼・夜』、『晴れ・雨』が選択可能。コースは、上り・下りでも前半はヘアピン、中盤はストレートコース、後半はヘアピンとなっている。実際の地点は、群馬県前橋市富士見町赤城山の群馬県道4号前橋赤城線の一部。榛名山（秋名）とは向かい合わせに位置している。
- 『いろは坂（超上級）『テクニカル属性』』（エンペラーのホームコース）MAP

全長5.130km（セクション1：1.3km　セクション2：1.3km セクション3：1.2km　セクション4：1.2km）
栃木県に実在する公道をベースに、コースレイアウトをそのままに再現した超上級コースである。公道最速伝説モードでは、『下り』だけだが、対戦・タイムアタックでは、『下り』及び『逆走』、『昼・夜』、『晴れ・雨』が選択可能。コースは、全体的にヘアピンカーブが連続した急坂なコースである。道路は下りのみの一方通行である。もちろんの事、小柏カイが原作で見せた、地元走り『インベタのさらにイン』のラインで走ることも可能で、セクション3の5箇所のヘアピンで用意されている。実際の地点は、栃木県日光市中宮祠にある国道120号線の第一いろは坂である。上りの第二いろは坂は、今のところ頭文字Dには登場していないため、コース化はされていない。
『四峠走破』
上記の赤城（下り）→秋名（下り）→八方ヶ原（復路）→いろは坂（下り）の順で、4峠連続で走破する。『1』と同様に、ポイントが6万以上で選択でき、タイムアタックのみ選択可能。

### バグカードの存在
- 『Ver.2』の稼動時に一部のプレイヤーで、バグカードの存在が明らかとなった。通称バグカと呼ばれ、原因は、ゲームのROMのミス。内容は、ある条件を満たすことにより、ポイントが99999999ptsで固定されるというもの。稼動後の2003年8月に、修正版がリリースされたものの、バグによって作成されたカードのポイントは、修正されない。修正後の筐体は、外見では修正されず変わっていない（画面上にも修正済み仕様の表記無し）。ゲーム内では、SILVIA spec-R（S15）のカラーラインナップが変更、INTEGEA Type R(DC2)のカラー修正が可能（インテのみカラー決定したものが一部正確に表示されなかったため）、その他はゲーム性も従来仕様と影響しない形で変更されている。しかし、インテのカラー修正は最初のクレジットのみで一度きりのはずが不定期に何度も起こった。なお、バグカードはポイントの変化のみで、その他は通常のカードと変化は無い。『Ver.3』に移行後、バグカードの引継ぎも可能であったが、『Ver.3』のROMでの新規作成によるバグカードの発生の報告は無いため、『Ver.3』から登場した車種のバグカードは存在しない。

- 『ARCADE STAGE 4』では従来カードの引継ぎができないため、『4』で再びバグなどが発生・発覚しない限り、現状では消滅したということになっている。

- 『Ver.1』～『3』までは、チューニングが最短でも1プレイに1回しか行われないため、バグによってポイントをどれほど稼いでも、フルチューンまではかなりのお金と時間が掛かっていた。なお『4』ではチューニングの方法が従来と異なるため、なんらかの方法のポイントバグが発生した場合、脅威になりうる（頭文字D.NETの有料会員であった場合、ポイントと時間の限りチューニングが可能であるため）。

## 頭文字D Special Stage
2003年6月に発売されたPlayStation 2専用DVD-ROMソフトウェア（後に、PS2・THE BEST版も2004年1月発売）。『Arcade Stage Ver.2』をベースにフルボイス化し、車種やコースなどを追加したバージョンだが、2プレイヤー対戦や『文太に挑戦』は収録されていない。売り上げ本数は約30万本。
- ゲームモード：「公道最速伝説」・「ストーリーモード」・「タイムアタック」・「池谷先輩の車紹介」
- ストーリーモード[注 9]
プレイヤーは劇中の登場人物となり、原作を3部構成に分けてプレイする。
収録範囲はコミック22巻Vol.259「悪夢のマシン（後編）」（アニメ4th Stage第7話「嵐のハチゴーターボ」前半部分）まで。
バトルの順序はアニメではなく原作に準ずる。

第1部「秋名のハチロク編」（Stage1 - 19、AE86〈拓海〉を使用）
第2部「赤城レッドサンズ編」（Stage20 - 24、FD3S〈啓介〉およびFC3S〈涼介〉を使用）
第3部「プロジェクトD編」（Stage25 - 31、AE86〈拓海〉およびFD3S〈啓介〉を使用
- 池谷先輩の車紹介
登場人物の一人である池谷浩一郎（声 - 矢尾一樹）による、ゲーム中に登場する車種の解説を聞くことができる。車種はストーリーモードをRankB以上でクリアすると追加される。

追加キャラクター
- 川井淳郎

声 - 佐々木誠二
追加車種
- SKYLINE 25GT TURBO(ER34)

登場する峠コース
- 『妙義（初級）』
- 『碓氷（中級）』
- 『赤城（上級）』（赤城レッドサンズのホームコース）
- 『秋名（上級）』（秋名スピードスターズのホームコース）
- 『八方ヶ原（超上級）』
- 『いろは坂（超上級）』（エンペラーのホームコース）
- 『真・妙義（超上級）『無属性』』（妙義ナイトキッズのホームコース）MAP

全長4.953km（セクション1:1.23km　セクション2：1.22km　セクション3：1.22km　セクション4：1.27km）
群馬県に実在する公道をベースに、コースレイアウトそのままに再現した超上級コースである。初期の頃から要望の高かったリアルバージョンが家庭用で初登場となった。また、『妙義（初級）』と区別するため、『真』が付いている。コースは、峠道には珍しい歩道があり、全体的にコーナー連続のレイアウトで、ストレートの区間がほとんど少ないのが特徴である。山と崖が組み合わさった断崖絶壁のコースである。実際の地点は、群馬県甘楽郡下仁田町大字上小阪。及び、富岡市妙義町諸戸となる。
- 『真・碓氷（超上級）『無属性』』（インパクトブルーの2人のホームコース）MAP

全長7.429km（セクション1:1.82km　セクション2：1.87km　セクション3：1.92km　セクション4：1.8km）
群馬県に実在する公道をベースに、コースレイアウトそのままに再現した超上級コースである。『真・妙義（超上級）』と同じく、要望があったリアルバージョンのコースである。コースは、ストレートらしいストレートがまったく無く、ほとんどがS字コーナーで組み合わさったようなコースである。コミック・アニメ劇中で登場するC121コーナーは、セクション2後半からセクション3前半にかけての高速区間の終盤に位置し、他のコーナーに比べ、速いスピードで曲がらなくてはならない上に、通過直後に急な右コーナーがあり、大幅な減速が必要となる。実際の碓氷峠は14.8kmあり、コーナーが184個（C1～C184）もあるコースで、全区間走破となると実に8分以上もかかってしまうため、ゲームでは、頂上からの半分に抑えられている。実際の地点は、群馬県安中市松井田町坂本となる。妙義峠とは近いところに位置している。
- 『正丸（超上級）『無属性』』MAP

全長5.812km（セクション1：1.44km　セクション2：1.4km　セクション3：1.43km　セクション4：1.52km）
埼玉県に実在する公道をベースに、コースレイアウトをそのままに再現した超上級コースである。コースは、全体的に道路幅が狭く、一度先行されるとブロックされたりして、追い抜くのが困難になることもある。また、日中でも日光は入って来ないため薄暗く、道路も手付かずなため、崩落しているところもある。ただし、アニメ2nd Stageにあった土砂崩れはゲーム内では再現されていない。アニメで赤城レッドサンズの3人がギャラリーした茶店は、セクション1とセクション2の境界となるチェックポイント付近に再現されている。ゲーム内ではギア比が低く設定されているため、最高でも120km/h弱しか出せなくなっている。実際の地点は、埼玉県飯能市大字南川となる。
- 『もみじライン（超上級）『高速属性』』（セブンスターリーフのホームコース）MAP

全長5.279km（セクション1:1.3km　セクション2：1.33km　セクション3：1.32km　セクション4：1.31km）
栃木県に実在する公道をベースに、コースレイアウトそのままに再現した超上級コースである。急なコーナーも無くスピードが出せるコースである。100km/h以上で走行している状態では、『溝またぎ』のショートカットも可能となっている。なお、実際のもみじラインは全長が28kmにも及ぶ長大な道路で、原作でのバトル区間は14km程度（パーキングエリアから鬼怒川温泉川出口付近まで）に短縮されていたが、ゲームでは後半の7kmほどまで短縮されている。実際の地点は、栃木県日光市川治温泉高原の日塩もみじラインの一部となる。本作発売から11年後に稼働した『頭文字D8 インフィニティ』ではよりリアルになったコースレイアウトで復活し、アーケード版として初めて収録された。
- 『塩那（超上級）『無属性』』（東堂塾のホームコース）MAP

全長5.111km（セクション1:1.28km　セクション2：1.28km　セクション3：1.41km　セクション4：1.13km）
栃木県に実在する公道をベースに、コースレイアウトそのままに再現した超上級コースである。4つのヘアピンと長距離の高速ストレートの複合コースとなっている。八方ヶ原やもみじラインとは、近い場所に存在する。実際の地点は、栃木県那須塩原市中塩原となる。
『四峠走破』
『Ver.2』と同じく、赤城（下り）→秋名（下り）→八方ヶ原（復路）→いろは坂（下り）の順で4峠連続で走破する。ポイントは関係なく、最初からタイムアタックのみ選択可能。
妙義～いろは坂までは『Arcade Stage Ver.2』と変わらない。タイムアタックでは「昼・夜」「晴れ・雨」が選択可能だが、「八方ヶ原」「真・妙義」「真・碓氷」「正丸」「もみじライン」「塩那」は昼夜の選択不可（夜のみ可能）。

## 頭文字D Arcade Stage Ver.3
2004年1月27日に稼動開始。筐体のシート裏や画面上のPOPは緑を基調にし、原作コミック27巻に収録されている、拓海（AE86）vsエボVIの男（CP9A）のバトルシーンがデザインされている。なお一部、22巻のコマも有り。磁気カードの種類は全16種類で、枠も緑が基調。 Ver.3でも基本的にCOM.を引き離した距離においてアドバンテージポイントが付与される（例94.5mであれば945ポイント。妙義の樹を限界（基準は165m）まで引き離した場合は1000ポイント。健二、慎吾、及び碓氷の3人は引き離した距離の8倍のアドバンテージポイントが付与される）。
八方ヶ原以外は原作 Ver.2と比べてCOM.との限界距離が狭くなっている。
妙義　Ver.2　昼　195m　夜　145m→Ver.3（昼）武内樹　165m　健二　95m　（夜）庄司慎吾　85m
碓氷　Ver.2　昼　195m　夜　145m→Ver.3（昼）末次トオル　115m　川井淳郎・（夜）佐藤真子&沙雪　85m
赤城　Ver.2　昼夜とも無限→Ver.3（昼）東京から来た二人　145m　中村賢太・（夜）高橋啓介　無限
秋名　Ver.2（昼）健二　145m　池谷浩一郎　135m　（夜）秋山渉　125m　藤原拓海　115m
　　　  Ver.3（昼）池谷浩一郎・中里毅・（夜）須藤京一・高橋涼介　95m　（夜）藤原拓海　85m
いろは坂　Ver.2　昼夜とも無限→Ver.3　3人（岩城清次・須藤京一・小柏カイ）とも　95m
- ゲームモード：「公道最速伝説」・「タイムアタック」[注 11]・「文太に挑戦」・乱入対戦
  - 追加コース：『土坂（超上級）』、『秋名・雪（超上級）』
  - 新キャラ：川井淳郎[注 12]、御木先輩、ランエボVの男、ランエボVIの男
  - 追加車種

RX-8 Type S（SE3P）
LANCER RS EVOLUTION V（CP9A）
LANCER GSR EVOLUTION VI T.M.EDITION（CP9A）
SKYLINE 25GT TURBO（ER34）
登場する峠コース
- 『妙義（初級）』（妙義ナイトキッズのホームコース）
- 『碓氷（中級）』（インパクトブルーの2人のホームコース）
- 『赤城（上級）』（赤城レッドサンズのホームコース）
- 『秋名（上級）』（秋名スピードスターズのホームコース）

妙義～秋名は基本的には『Ver.1、2』と変わらず。対戦・タイムアタックでは『昼・夜』、『晴れ・雨』が選択可能。
- 『いろは坂（超上級）』（エンペラーのホームコース）

基本的には『Ver.2』と変わらず。公道最速伝説モードでは『下り』のみ。対戦・タイムアタックでは、『昼・夜』、『晴れ・雨』が選択可能。
- 『秋名・雪（超上級）『高速属性』』

基本的には『秋名（上級）』と変わらないが、スノーコンディションのため、通常より滑りやすくなっているのが特徴である。『夜』に固定。
- 『八方ヶ原（超上級）』

基本的には『Ver.1、2』と変わらず。対戦・タイムアタックでは『夜』に固定され、『晴れ・雨』が選択可能。
- 『正丸（超上級）『無属性』』

Special Stageに先行登場している。対戦・タイムアタックでは、『昼・夜』、『晴れ・雨』が選択可能。実際の地点は、埼玉県飯能市大字南川となる。このコースに慣れている人は多くなく、また追い越しなどの形勢逆転も難しいため、全国各地のゲームセンターなどで行われるイベント大会などでは、除外する店もある。
- 『土坂（超上級）『高速属性』』MAP

全長6.712km
埼玉県と群馬県の県境に位置する実在する公道をベースに、コースレイアウトをそのままに再現した超上級コースである。コースは、中間のトンネルを挟み、群馬県側はストレートが多く、埼玉県側は小刻みのコーナーが連続したコースとなっている。また、原作でもあったオイルが撒かれていたり、工事中のバリケードも再現されている。対戦・タイムアタックでは、『昼・夜』、『晴れ・雨』が選択可能。実際の地点は、埼玉県側は秩父市上吉田で、群馬県側は多野郡神流町大字生利となる。なお原作では、群馬県側（往路のトンネル直前まで）でバトルしており、トンネルから先の埼玉側はゲームのみの登場となっている。

### 頭文字D ARCADE STAGE Ver.3 for CYCRAFT
- 同作をベースに、ゲームにあわせて筐体が稼動するCYCRAFT（サイクラフト）システムを取り入れたバージョンである。最大の特徴は、直角型3軸モーションシステムに挙動プログラムを連動させることで、加速やコーナーなど実際の挙動を体感することができること。ゲーム内容は、全車種使用可能で、隠しの文太仕様のインプレッサも出現コマンド不要ではじめから使用可能。また、カードは使用できず、ポイントシステムも無いため始めからフルチューン状態である。しかし、安全面の配慮から身長140cm以下の人は乗れず、筐体も大型なため、稼動しても普及はせずに大型の店のみの設置に留まった。

## 頭文字D STREET STAGE
PlayStation Portable専用UMDとして2006年2月23日に発売された作品（2007年1月18日にはTHE BEST版も発売）。
- 基本的に Arcade Stage Ver.3をベースとして移植されており、パッケージには原作コミック25巻表紙のイラストが使用されている。
- PSP版オリジナル要素として、「カードコレクションシステム」や、イラストやBGMなどが閲覧・視聴できる「プロジェクトDホームページ」機能が追加され、オープニングの一新（オープニングテーマは、m.o.v.eのDOGFIGHT）、BGMの追加などもされた。また、バトルの最中にはSpecial Stage同様のキャラクターボイスが再生され、一部（土坂のランエボ男2人など）のキャラクターは音声が新しく収録されている。ゲーム中のフレーム数は30fpsとなっている。
- なお、ゲーム面において収録車は変更・追加がないが、Ver.3の収録コースである秋名・雪が移植されておらず[注 15]、同コースのライバルキャラクターとして登場した御木先輩も登場しない[注 16]。更に正丸のBGMが「 BLACK OUT 」から「 POWER OF SOUND 」に変更されている。
- 今作では、家庭用『頭文字D』としては初の無線LANによる通信対戦が可能になり、バトルスタイルもアーケードと同じ「ノーマルバトル」だけではなく、「タイムカウントバトル」・「サドンデスバトル」の3種類から選択可能となった（原作での先行後追いバトルのようなことも可能となっている）。
- 初回購入特典としてスペシャル映像満載のUMDビデオ「高橋涼介の公道最速UMD・D-FILE」がプレゼントされた。
- 登場する峠コース：妙義（初級）、碓氷（中級）、赤城（上級）、秋名（上級）、いろは坂（超上級）[注 17]、八方ヶ原（超上級）[注 18]、正丸（超上級）、土坂（超上級）

## 頭文字D ARCADE STAGE 4
2007年2月21日に稼動開始。ゲームシステム、筐体はこれまでのシリーズと一新。筐体のシート裏や画面上のPOPは白と赤を基調にし、原作コミック27巻に収録されている拓海（AE86）vsエボVIの男（CP9A）のバトルシーンと、同28巻～31巻に収録されているプロジェクトD（AE86&FD3S）vsパープルシャドウ（AP1&BNR34）のバトルシーンがデザインされている。頭文字D免許証も、白と赤が基調となっている。

### 概要
- 多少の大型化が施された新筐体や、音質・画質の大幅向上、大型画面（32インチ、1280×768＝16:9のワイドモニター）の採用など、多くを一から製作し直している。そのため、コースと車種が全体的に減った形となったが、今後アップデートやバージョンアップによる追加の可能性があるのではないかと言われていた。しかしその後、バージョン1.5に当る「改」が登場した際、新たにアルテッツァ・RX-8・ロードスターの3車種が追加されたのみでコースの追加まではなく、しかも本来ではアルテッツァに乗っている秋山延彦や、ロードスターの末次トオルなどライバルの追加もなかった[注 20]。

このようにこれまでのシリーズとは一新され、単なるバージョンアップに止まっていないことから、タイトルも『～Ver.4』ではなく『～4』となった。
- ゲームモード：『公道最速伝説』・『タイムアタック』・『全国対戦』・『店内対戦』

- 追加コース

秋名湖（初級）
筑波（超上級）
- 変更コース

妙義（初級→中級）
- 削除コース

碓氷（中級）(6 AAにてレイアウトを一新し復活)
秋名・雪（超上級）(6 AAでのアップデートにて復活)
八方ヶ原（超上級）(PS3版 ES及び5にて復活)
正丸（超上級）
土坂（超上級）(7 AAXにて復活)
- 追加車種

LANCER Evolution IX GSR（CT9A）
IMPREZA WRX STi（GDBF）
- 変更車種

SKYLINE GT-R V-specII（BNR34）→SKYLINE GT-R V-specII Nur（BNR34）
180SX TYPE-X（RPS13）→180SX TYPE-II（RPS13）
IMPREZA WRX STi Version VI（GC8）→IMPREZA WRX type R STi Version V（GC8）※IMPREZA WRX type R STi Version V（GC8）は隠し車種→通常車種
- 削除車種

MR-S S EDITION（ZZW30）(5より復活)
ALTEZZA RS-200（SXE10）（4改からRS200 Z EDITIONに変更され登場）
CELICA GT-FOUR（ST205）(8インフィニティより復活)
SKYLINE 25GT-TURBO（ER34）(8インフィニティより条件付きで復活)
SILVIA K's AERO（S14／後期）
RX-7 SPIRIT R Type A（FD3S／VI型）(5からType RSに変更され登場)
RX-8 Type-S（SE3P）（4改より復活）
ROADSTER S Special（NA6C）（4改からEUNOS ROADSTER（NA6CE）に変更され登場）
ROADSTER RS（NB8C）(5から前期型に変更され登場)
LANCER RS EVOLUTION V（CP9A）(8インフィニティより条件付きで復活)
LANCER GSR EVOLUTION VI T.M.EDITION（CP9A）(8インフィニティより条件付きで復活)
LANCER EVOLUTION VII GSR（CT9A）(5より復活)
IMPREZA WRX STi（GDB）(7 AAXより復活)
登場する峠コース
- 『秋名湖（初級）『高速属性』』

4より追加された新コースであり、榛名湖周辺の道路をモデルとしたオリジナルコース。1周約3.0kmある秋名湖の回りを周回する道路で、このゲーム中唯一アンダーが出ないコースでもある。拓海が豆腐を卸しに行っているレイクサイドホテルなどのランドマークも見受けられる。後の頭文字D5以降からコースレイアウトが変更され、赤コーナーが多くなった。
- 『妙義（中級）『テクニカル属性』』（妙義ナイトキッズのホームコース）

4より追加された新コースで、3までの妙義とは異なる。Special Stageに登場した『真・妙義』と似ているが、道幅は3までの妙義と同等で、実際にはそれをイメージしたオリジナルコース。上りのゴール付近の歩道は、原作同様に乗り上げて走ることができる。秋名湖よりも赤コーナーが多くなるためブレーキを行う回数も増える。
- 『赤城（上級）』（赤城レッドサンズのホームコース）
- 『秋名（上級）』（秋名スピードスターズのホームコース）
- 『いろは坂（上級）』（エンペラーのホームコース）
- 『筑波（超上級）『高速属性』』（パープルシャドウのホームコース）

4より追加された新コースで、往路前半はパープルライン、後半はフルーツラインとなっている。ラインを駆使すれば「溝またぎ」や「変形溝落とし」も可能。4で追加されたときは超上級コースだったが、8とZeroでは上級に格下げ、DACより超上級コースに戻った。
- 公道最速伝説で初期登場のライバルを全員倒すと筑波復路に高橋啓介、啓介を倒すと往路に藤原拓海、拓海を倒すと秋名下りに藤原文太が登場する。

#### 追加・変更点
『ARCADE STAGE 4』は、これまでのARCADE STAGEシリーズと比べ、多くの追加や変更が行われている。
- 今作から「頭文字D.NET」に対応。携帯電話やパソコンから使用している名前の変更やチューニング、チームを結成することが可能（一部有料コンテンツ、月額315円）。2017年3月7日より『頭文字D Arcade Stage Zero』が稼働したことに伴い、2017年4月1日よりサービス終了まで会員全員が無料で全ての機能が利用できる。そして2017年4月30日から5月8日をもってサービスが終了し「頭文字D.NET」の全ての機能は利用できなくなった。
- 操作システムが一新。ハンドルを切ると必ず減速、アンダーの出方などが挙げられる。またスタート時にエンジンが一定以上の回転数を超えていると、タイヤが空回りしてタイムロスにつながる[注 22]。コーナー時もこれまでと違い、アクセルを離すと一気にイン側へ向くようになっている。アンダーステアは旋回中に突然曲がらなくなる現象として再現されている。
- カードは前作までの磁気カードから『バーチャファイター』や『ゾイドインフィニティ』のようなICカード「頭文字D免許証」に変更。前作までのデータを引き継ぐことができなくなった。更に更新までのカウントはICカードセーブ時に1カウントされるようになり、車は最大3台まで保存可能。1枚のカードで150回（コンティニュー分は数えない）プレイ可能で、その後は更新が必要。
- 「全国対戦」により、オンラインでの通信対戦が可能となった。なお、従来通りの店舗内での対戦もできるが、同じ対戦でも別のモードとして扱われる。例えば、全国対戦で勝利後、店内対戦への切り替えはできない（この逆も不可能）。対戦相手が見つからなかった場合は、見つかるまで公道最速伝説かタイムアタックをプレイすることとなる。挑戦者募集中の状態でどちらかのモードのプレイが終了した場合のゲーム終了（募集中断）は可能。
- カード作成時には、エントリーネーム、性別、プレイヤーのホームエリアを選択し、車のナンバーは、カード発行店所在地の都道府県のナンバーを選択できる。例えば、東京都内で発行した場合は、品川・多摩・練馬などの実在ナンバーから選択する[注 23]。また、マイキャラクターのカスタマイズは、全国対戦終了時、画面の下部の青いゲージが、全国対戦に勝つと3、負けると1ずつ加算され、バーが10＝満タンになれば、キャラクターにサングラスをかけたり、ひげを付けたり髪を茶髪にカスタムすることができる。キャラクターアイテムの選択はスロットであるためランダム。サングラスやアクセサリーなどは、頭文字D.NETに有料登録しなければスロットに出現しない。
- カードに記載されるのは、エントリーネーム、ホームエリア、発行店舗名、原作風のマイキャラクター、制覇エリア・回数、免許証番号となる[注 24]。
- BGMとして使用されるSEBの多くは、アニメ『頭文字D Fourth Stage』から採用されている。また登場する人物は、『Special Stage』のように、アニメと同じ声優によるフルボイス。
- ライバルキャラの車種のエアロパーツは、Ver.3の時より変更されているものがあり、より原作の仕様に近くなっている。

### バージョンアップ
『頭文字D ARCADE STAGE 4』は、これまでに2度のバージョンアップが行われている。
- Version「1.1」

免許証の更新でデータが消失した場合、筐体内で復旧できるようになった。ゲーム性は変更されていない。
- Version「1.2」

全国対戦及び店内対戦でのブーストや挙動などを調整し、バグ技を使えなくしたため、対戦時も正確に走る必要があるようになった。
過去にオンラインにつながれている筐体では、コース走行中に関係ない直線（CGの劣化）が入るものもあったが、現在はほぼなくなった模様。
- Version「1.50」（頭文字D Arcade Stage 4 改）。

新たに3車種（トヨタ・アルテッツァ、マツダ・RX-8、マツダ・ロードスター）が増え、クルマの挙動、主にアンダーが出た場合の挙動が変更された。またアンダーキャンセルが使えなくなった。また、アトラクトデモが変更されている（冒頭にFDのタコメーターが何度も回転数のアップダウンを繰り返す、その直後にハチロクのメーターがレブリミッターに掛かるまで回転数が上がる様子が出てくる。タイトルロゴ、一部CGの変更など）。
- Version「1.51」（頭文字D Arcade Stage 4 改）

『改』のロケテスト中に行われたバージョンアップだが、変更点は見当たらない模様。一般店舗には普及しなかった。

### 頭文字D ARCADE STAGE 4 LIMITED
- CAセガジョイポリスが運営するアミューズメントテーマパーク「東京ジョイポリス」にアトラクションとして導入された作品。劇中登場車（藤原拓海のAE86、高橋啓介のFD3S、藤原文太のGC8）の実車を改造して作られた筐体に乗り込み、90インチの巨大モニターと3軸モーションライドによる挙動を体験できる。モードは「公道最速伝説モード」と「イベントモード」の2つ。「公道最速伝説モード」はアーケード版『公道最速伝説』同様のCPUとの1対1対戦で、「イベントモード」はアーケード版『店内対戦』同様のプレイヤー同士の1対1対戦（ただし、通常は公道最速伝説モードしか選択できない）。稼動当初、選択可能なコースは秋名湖～赤城までであったが、その後順次コースの追加が行われた。安全面から、CYCRAFTと同様に140cm以上の身長制限が存在する。2019年1月14日に稼働を終了した。

- システム基板：LINDBERGH
- プレイ人数：1名～3名
- 稼働日：2007年7月21日～2019年1月14日
- 所要時間：約8分
- 定員：1～2名×3台

### 頭文字D ARCADE STAGE 4改（-フォー かい）
- 『頭文字D Arcade Stage 4』を一部改良した作品で、過去に2度ロケテストが行われていた。2008年3月24日から稼働している。なお変更点は以下のとおりである。
  - タイトルとロゴの変更。現行のものに「改」と追加されている。
  - 車種の追加。海外版のみに登場していた、ALTEZZA RS200 Z-EDITION （SXE10）・RX-8 Type S（SE3P）・EUNOS ROADSTER（NA6CE）が追加されている。「公道最速伝説」でのライバル追加はない。
  - アンダーステアからオーバーステアへと変更。

これまでアンダーステアが出たポイントで、車体が急激に横へ向き、外側へと流される。この状態になると、アクセルを離してもブレーキを踏んでも、挙動を治めることは非常に難しい。同時に、これまでアンダーキャンセルと呼ばれていた、アンダーによる加速ペナルティを解消する方法も、使用してもほぼ無意味となっている。上記の操作性の変更により、ドリフトの成功率を上げなければ速く走れない。しかし操作感覚が馴染まず、「横滑りが激しい」などと言われている。
コーナーごとの速度制限は相変わらず。
  - 壁のペナルティが思った以上に大きくなり、少しでもかすった場合と全くかすらなかった場合の差が激しくなる。
それに加えレブ縛りは相変わらず存在するため、例えブーストがオンであっても相手がミスをしない限り追いつくのは容易ではなく、1ミスが命取りとなる場合が多くなった。
  - BGMの選択が可能。『4』からの追加は無い（「公道最速伝説」の隠しキャラで使用されていた楽曲はこのバージョンで最初から選択可能となる）。
また、新たにVer.3にもあった「NO BGM」も選択できる。
  - 海外仕様と同じく十字キー・スタートボタン・ビューチェンジボタンが光るようになっている。
  - 演出の変更。ドリフト時のスモークの量が増える、相手の車体やガードレールなどに接触すると火花が散るなど、海外版とよく似た仕様になっている。
  - オープニングムービーでの演出変更。タイトルロゴの出現の仕方などが変化している。その他、一部映像や音声も変更がある。
  - LIVE画面の追加。

2台の筐体が店内LANで繋がっている場合、一方で走行中であれば、もう1台の筐体にLIVE画面として、リプレイ視点で映像が映し出される。リプレイとは違い、全国対戦の場合も表示される。なお、これまでのリプレイも残っている。
  - NEWSテロップの追加。ゲームがされていない状態では、画面右上にNEWSテロップが表示される。ロケテストでは車種の追加などの情報が記載されていた。
  - 「頭文字D.NET」有料会員のみ、チューニングショップ内での車の色を変更できる。値段は100000Pts。
  - バージョンの変更。

『頭文字D Arcade Stage 4』の項目の通り、1回目のロケテストでは「1.50」或いは「1.51」、2回目のロケテストでは「1.5」と表示されていて、現在のバージョンは2回目のロケテストと同様で「1.5」となっている。
  - なお、この改にバージョンアップしてから初めてセガによるプレイログの取得（オンライン店舗に限る）が行われるようになり、無印で横行した壁などを使用する不正な走行を行ったプレイヤーに対し、免許証を無効化（確認次第オンライン筐体で使用した際に使用済カードにして使用できなくさせる）やランクの降格というペナルティーを課す措置も行われるようになった。
  - Version1.2まで走行中のバグ（コース上に謎の残像や壁のようなものが現れる）があった。これは筐体の廃熱不足や掃除不足のため埃がたまるなどによって起こる、グラフィックボードの熱暴走が原因と考えられており、2008年6月にグラフィックボードの交換が行われ改善された模様。

## 頭文字D EXTREME STAGE
2008年7月3日に発売されたPlayStation 3専用BD-ROMソフトウェア。
原作のタッチを忠実に再現するため、「リアルタイム水彩シェーディング」と呼ばれるトゥーンレンダリング技術を用いて開発されている。
アナログコントローラでのハンドル操作は十字キーから左スティックに変更されたが、入力はデジタル方式のみでアナログ入力には対応していない。
基本的には『ARCADE STAGE 4』をベースにした移植作品にあたり、アーケード版のバージョンアップ版である『Arcade Stage 4 改』での追加・変更要素に関してはBGMの自由選択や挙動ペナルティがオーバーステアになったことが取り入れられており、追加車種およびスモーク・火花の演出に関しては未収録となっている。ただし『4改』での追加車種に関しては後にダウンロードコンテンツとして配信されていた（後述）。この他アーケード版では「頭文字D.NET」有料会員のみの特典だった名前の漢字使用を含むプレイヤー名の自由選択、チューニングショップでの愛車のボディカラーの後付変更などが追加されている。なおボディカラーの後付変更に必要な値段もアーケード版『4改』に比べ大幅に値下げされており1000Ptsとなっている。
オープニングテーマには、「DIVE INTO STREAM」、エンディングテーマに「KEEP ON MOVIN'」（いずれもm.o.v.eの書き下ろし曲で、Humanizerに収録）が起用された。
シリーズ初のオンライン対戦（PLAYSTATION Network）に対応。コースは7種28コース、初期車種は23台、26ライバルを収録。PlayStation Storeで追加車種データ（Arcade Stage 4 改で再登場した3車種）、追加アバターパーツ、楽曲データなど様々なダウンロードコンテンツも配信されている。コースでは八方ヶ原が復活し、ライバルでは舘智幸も復活。ランキングトップのゴーストカーデータをダウンロードすれば、タイムアタックモードで表示可能。また、PS3専用デジタルコミックビューワを搭載。原作の名シーンを集めたデジタルコミックをダウンロードして楽しむことができる（2012年現在はダウンロードできなくなっている）。
本作を最後に家庭用ソフトは発売されていない。2023年1月現在もネットワークサービスは継続中である。
追加キャラクター
舘智幸
追加コース
『八方ヶ原』 - 本作より昼夜が変更可能になった。

## 頭文字D ARCADE STAGE 5
2008年6月下旬から第一次クローズドロケーションテストが行われていたが、同年11月20日より国内5店舗のゲームセンターにおいて第2回ロケーションテストが展開され、2009年2月25日に正式稼動を開始した。

### 4からの変更点
- 5ではマシンの新挙動システムを導入。走行性能が刷新され、挙動が歴代作と比べて最も大幅に変更されており、『4』のバージョンアップで変更された（『4改』）ものともまた違う挙動に変更された。この変更で今までアクセルオフで行けたコーナーなどでもブレーキで減速する必要があり、『4改』とはまた別の方向性で上級者向けと言える。
- タイヤの温存の要素が追加され、コーナーをオーバースピードで曲がる・タイヤが大きく音を上げる程ステアリングを切りすぎる・溝跨ぎ失敗・壁に接触すると、タイヤが激しく消耗（甲高いスキール音が鳴るのが特徴）され、バトル後半に加速力が鈍ってしまう等後々の走りに大きな影響がでる。序盤のうちにいかにタイヤを温存できるかによって公道最速伝説、全国対戦での勝敗やタイムアタックでのタイムが決まるといっても過言ではない。前述の通り、筑波峠や長尾峠での溝またぎに失敗（脱輪）すると、タイヤは大きなダメージを受ける[注 27]。この様な要素は後の『Zero』でも重要な存在となっており、『Zero Ver.2』ではタイヤの温存要素であるタイヤゲージが追加されている。なおコンティニューするとタイヤの状態はリセットされる。なお、今作以後のシリーズはこの挙動がベースになっている（多少の変更はある）。
- 本編では神奈川編のR・TカタギリS・V戦までの内容を収録しており、コースは箱根外輪山の長尾峠[注 28]が新規で収録されている。また『4』で一旦消滅した八方ヶ原が復活した。
- 筐体のベース・外観はほとんど『4』だが、ゲームプレイ時のBGM・カード確認画面・モード選択画面などがかなり変更されている。『4』では青を主体としたグラフィックであったが、『5』では、赤が主体となっている。
- 『4』と比べてグラフィックが向上しており、木々や草などの表現がより緻密となっている。また、秋名湖が改良され、『4』の第1コーナーの他にも減速して曲がる必要がある急なコーナーが追加されるなど、前作とは比にならないほどで実際の榛名湖外周道路に近くなった。妙義についても、コーナーとストレートの区別を付けやすいようコースレイアウトが変更された。
- 今回はm.o.v.eの書き下ろし新曲がオープニングだけではなくエンディングにも使用されており、ロケーションテストでは発売前にも関わらずに公開されていた[注 29]。
- レースBGMのSEBも本作以降セガ独自の選曲が多くなり、一部のSEBはアニメ『頭文字D Fifth Stage』以降および、続編のアニメ『MFゴーストの2nd Season』以降にも起用されている。
- 4でのチューニングショップはプレイ後であったが、今作からはガレージ選択画面で登場する[注 30]。
- 免許証について
  - 頭文字D.NETの有料会員の場合プレイヤー名を一度だけ変更でき、さらには漢字をつけることができる。ただし退会するとプレイヤー名は元に戻る。
  - 4改免許証からのデータ引継ぎが可能[注 31]。
  - 引継ぎは『4改』の免許証1枚につき1回のみとなる。
  - 引継ぎ後も、元の免許証は『頭文字D4改』で使用できる。
  - 本ロケテストの5免許証は製品版でも使用できる。

- 4改から引き継がれるデータ
  - ドライバー名
  - 走り屋クラス
  - マイキャラパーツ
  - ガレージ車両（3台分）
  - チューニングパーツ（装着中のみ）

- 以下のデータは引き継がれない。
  - ホームエリア
  - ドライバーズポイント
  - 各種成績（勝敗、タイム）
  - プライドポイント
  - パーツストッカー（頭文字D.NET会員専用コンテンツ）
  - 走り屋チーム（頭文字D.NET会員専用コンテンツ）

### 追加車種
- TOYOTA
  - MR-S S EDITION（ZZW30）（初期型:小柏カイが搭乗。Ver.3以来の復活）
  - SUPRA RZ（JZA80）（初期型:皆川英雄が搭乗。頭文字D Arcade Stage シリーズでは初の登場となる）

- MAZDA
  - ROADSTER RS（NB8C）（初期型:大宮智史が搭乗。Ver.3までの中期型から変更）
  - RX-7 Type RS（FD3S）（VI型:Ver.3までのSPIRIT R Type Aから変更）

- 三菱
  - LANCER Evolution VII GSR（CT9A）（小早川が搭乗。Ver.3以来の復活）

### 追加コース
- 『八方ヶ原（超上級）『テクニカル属性』』（ver.時代に登場していたコースが再登場、Arcade Stageでは初の『昼』が選択可能）EXTREME STAGEにて先行復活している。歴代作に比べると、道幅が狭くなっており、実際のようなレイアウトに再現されている。
- 『長尾（超上級）『テクニカル属性』』（神奈川県足柄下郡箱根町、R・TカタギリS・Vのホームコース）『バトルギア』シリーズでも登場するコースで、コーナーも非常に多く、難易度もかなり高い。バトルギアシリーズとは違い、コースレイアウトがより実際に近くなっている。またコースの一部にフタのない溝があり、速度が乗っているとインホイールリフトで通過できる。速度が遅すぎると脱輪し、大きなタイムロスになってしまう。

### バージョンアップ
- Ver.「1.1」

実施日は2010年1月28日。
主にシステム面のバージョンアップ。タイムアタックモード（走り屋イベントのタイムアタックを含む）に海外プレイヤーが参加可能になった他、ノーマル時の操縦性と対戦時のブーストバランスがややマイルドに調整された。またアイテムも多数追加されている。
海外仕様のみ、タイムアタックモードの成績表示では、（日本プレイヤーの）ホームエリアに関わらず地域は全て「JPN」に表示される。
前作の『4』から『4改』になったようにタイトルの変更はない。
2011年3月に6AAが稼動したため、このアップデートが最初で最後になった。

## 頭文字D ARCADE STAGE 6 AA
2011年3月3日に稼動。「AA」は「ダブルエース」と読む。使用基板がRINGEDGEに変更され、新たにタッグマッチ機能も搭載される。2010年8月27日、『頭文字D Arcade Stage 5』公式ホームページにてロケテスト実施を発表した。追加車種は初期はホンダ・NSX、日産・フェアレディZ Z33、三菱・ランサーエボリューションXの三台。さらに5月16日からトヨタ・FT-86 G Sports Conceptが、8月10日には日産・GT-Rが追加された。さらに2012年8月9日にプリウスS"TOURING selection"（ZVW30）が追加された。この3台については隠し車両であるため、それぞれある条件を果たせば使用可能となる。条件については公式サイトを参照。新コースに「碓氷」、「椿ライン」が追加された。そして6月20日からArcade Stage Ver.3に登場した「秋名・雪」が復活。さらに12月15日から「定峰」が登場。
2013年8月30日の18:00をもってオンラインサービスが終了した。

### モード
公道最速伝説
これまでのそれとは違い、Special Stageであったストーリーモード的な要素がある。また、シリーズで初めて「ローリングスタート」を採り入れたステージもある。公道最速伝説内にあるモードを以下で説明する。
「Original」
プロジェクトDとのバトルを描いたモード。
「Another」
死神GT-Rとのバトルを描いたモード。「Original」で出なかったライバルや、そこで戦ったライバルとのリターンマッチがある。
「Legend」
公道最速伝説のライバルがランダムで出てきてバトルをする。コース・時間帯・天候を自分で選ぶことが出来る。時々ライバルが「覚醒モード」に入ることがありこのライバルは通常より速くなっている。同じキャラでも搭乗車種が違うことがある（インプレッサに乗った藤原拓海。ハチロクに乗った藤原文太など）。
タッグバトル（2人プレイ用）
峠の上りと下り（周回コースなら右回り、左回り、いろは坂では上りの代わりに逆走）を分担し、2人対2人で対戦する新モード。コース上に落ちているタグを獲得しポイントを稼ぐ。ヘアピンに設けられておりインコースに「1ポイント」、アウトコースに「2ポイント」のタグがある。先にゴールしてもポイントが少なければ負けである。
店内対戦と全国対戦のどちらかが可能で、どちらにおいても対戦相手が現れなかった場合、現れるまで原作のライバルとバトルすることになる。
対戦形式に関係なく、初戦で勝利すればもう一回だけ無料でタッグバトルが可能。敗北しても、どちらかだけゲームオーバーにならない場合がある。
タイムアタック
全国対戦
対戦相手か自分が海外プレイヤーの場合、スタート前は「世界対戦」に表示される。
店内対戦（2人プレイ用）
走り屋イベント
仕様は前作と変わらず。2011年3月19日から2011年3月21日に開催予定だった最初のイベント「オープニングチャレンジ碓氷」は、2011年3月11日に発生した東日本大震災の影響で当初のスケジュールでの開催を中止し、その後2011年4月7日から2011年4月10日まで改めて開催という形で延期された。

### 5からの変更点
走り屋レベル
これまでは走り屋クラスSS～D3で表されてきたが、今回は走り屋レベル1~99と表されるようになった。また、『5』までは公道最速伝説の成績が走り屋クラスに反映されてこなかったが今回からは反映されるようになった。
挙動
- 最高速は歴代作に比べて最も速い。秋名湖なら230Km/h、碓氷・筑波なら200Km/hを超えるスピードを誇る。前作ではコーナリングスピードが遅く、アクセルオフでクリアできたコーナーでもブレーキが必要だったが、コーナリングスピードが4以前に近い速度になった。その分コーナーを抜ける難易度が上がっている。
- 前作にあったタイヤの消費の要素は今作も存在しており、タイムアタックではドリフト走行が速くコーナーを突破する方法だが、対戦等では消費が速く、タイムアタックのような走りをしていると終盤のストレート等で離されてしまう。
- 壁の接触によるペナルティが前作より大きくなり、よりリアルな減速量となった。壁ヒットでワンミスが命取りとなる場面も多数出てきている（公道最速伝説の「LEGEND」モードでは大きく引き離したとしても壁の接触で相手が追いつき抜かれた場合、抜き返すことは容易ではなくなる）。

レース中
- 本作より表示される残り時間の上限が99秒から150秒になり、アーケード版では初めて3桁表示となった。なお150秒を過ぎると残り時間が149秒になるまで動かないが、151秒以上も適用されている。
- また「ドリフトランプ」も付くようになりブレーキを踏んでコーナリングすると、点灯する。更に長いドリフトだとオレンジに点灯しレース後のドリフトボーナスのポイント量も増加する。

免許証について
- 5免許証からのみデータ引継ぎが可能。
- 引継ぎは5の免許証1枚につき1回のみとなる。
- 引継ぎ後も、元の免許証は頭文字D5で使用できる。
- 本ロケテストの6 AA免許証は製品版でも使用できる。
- 本作はシステムが大幅に一新されている為、引き継がれる要素が下記の通り非常に少なくなっているが、引継ぎ特典も用意されている。
- 5から引き継がれるデータ
  - 走り屋クラス→走り屋レベルに変換（クラスB1～D3はレベル5に、クラスSS～A3はレベル10に変換され引き継がれる）
  - マイキャラパーツ（装着中）
  - ガレージ車両（3台分）

- 引継ぎ特典
  - 限定マイフレーム
  - レースBGM「BURN INSIDE」
  - マイレージ200.0km分

- 以下のデータは引き継がれない
  - ドライバー名
  - マイフレーム
  - チューニング
  - 装着パーツ
  - ホームエリア
  - ドライバーズポイント
  - 各種成績（勝敗、タイム）
  - プライドポイント
  - パーツストッカー（頭文字D.NET会員専用コンテンツ）
  - マイキャラクローゼット（頭文字D.NET会員専用コンテンツ）
  - 走り屋チーム（頭文字D.NET会員専用コンテンツ）

### 追加コース
- 『碓氷（中級）『テクニカル属性』』新レイアウトで登場。
- 『椿ライン（超上級）『高速属性』』原作の最終決戦コースであり、きついヘアピンや連続コーナー、更に中央分離帯が存在する椿ライン版の八方ヶ原と言った難コース。
- 『定峰（上級）『テクニカル属性』』ver. 1.2+Dのアップデートで初登場。原作では秋山延彦のチームとプロジェクトDがバトルをし、ニセプロジェクトDが出没したコース。DACでは復活当初は高速属性だったが、DACのシーズン3よりテクニカル属性へ変更された。

### 復活コース
- 『秋名・雪（超上級）『高速属性』』ver. 1.1+Bのアップデートで復活。Ver.3とは違い、時間帯が夜から昼に変更されている。普通の秋名よりも滑りやすくなっており、赤コーナーでは壁ヒットせずに抜けるのが難しくなっている。しかし、ドリフトボーナスもかなりたまりやすい。

### バージョンアップ
- 「ver. 1.1」

キャラクターの顔が映らないバグがありこれが修正された。
- 「ver. 1.1+A」

このバージョンからFT-86がある条件を満たせば使用可能になった。
- 「ver. 1.1+B」

このバージョンから「秋名・雪」が使用可能になった。これは条件なしで選択できる。
- 「ver. 1.1+C」

このバージョンからGT-R(R35)がある条件を満たせば使用可能になった。
- 「ver. 1.2+C」

ブーストの調整、キャラクターパーツの追加がおこなわれた。
- 「ver. 1.2+D」

このバージョンから「定峰」が登場。
- 「ver. 1.2+E」

このバージョンからプリウスS"TOURING selection"（ZVW30）がある条件を満たせば使用可能になった。

## 頭文字D ARCADE STAGE 7 AAX
2012年11月28日に稼働開始。「AA」は前作と同じく「ダブルエース」と読み、「X」は「クロス」と読む。
新規追加モードにタッグバトル版公道最速伝説モードである「関東最速プロジェクト」が追加され、追加コースに七曲りと、『Arcade Stage Ver.3』および『Street Stage』にのみ存在した土坂が復活する。ICカードは引き続き専用の「免許証」を使用するためAimeカードの使用はできない。さらに、「COMPLETE CAR」のカテゴリが追加されている。
今作はレベル制からクラス制へと変更されている（※1 E3からSSSまで）（※2 バージョンアップによりSSSからXまでクラスが増えている）。
セガ・インタラクティブ設立当日である2015年4月1日の4時をもってネットワークサービスが終了した。

### モード
本作ではカテゴリが大きく3つに分類される。

#### 一人で遊ぶ
公道最速伝説
「Original」
前作とほぼ同じ。
「Another」
前作とほぼ同じ。
「Rebirth」
今作から新しく追加された、乾信司のスプリンタートレノとのバトルを描いたモード。
「Legend」
前作とほぼ同じ。対戦相手に藤原文太が選ばれた場合、「文太に挑戦!!」と表示される。
タイムアタック
今作は雨が選択不可になっている。
全国対戦
オンライン時全国の人と対戦できる。1プレイにつき3連勝まで可能（一部のゲームセンターは除く）。
走り屋イベント
仕様は前作と変わらず。ARCADE STAGEシリーズでは初となるミラーモード（コース、車が反転している）が開催される（第1回は秋名・下りのタイムアタック）。

#### 二人で協力
関東最速プロジェクト
今作から新しく追加された「公道最速伝説」のタッグバトル版。勝利すれば全国タッグ対戦を1回無料でプレイできる。
全国タッグ対戦
こちらは前作と変わらないが、関東最速プロジェクトが追加されたことによりタッグバトルの項目の1つとなった。こちらも初戦で勝利すればもう1回プレイ可能（1プレイ最高2連勝まで）。
店内タッグ対戦
店舗に筐体が4台設置されていれば選択可能。

#### 二人で対戦
店内対戦

### 追加車種
- COMPLETE CAR
  - TOP SECRET / SUPER G-FORCE SUPRA（JZA80改）
  - HONDA TWINCAM / MONSTER CIVIC TYPE R（EK9）
  - HONDA / NSX-R GT（NA2）（後期型:固定式ヘッドライト）
  - RE雨宮 / 幻気-7（FD3S）

- TOYOTA
  - SPRINTER TRUENO 2door GT APEX（AE86）（後期型:乾信司が搭乗）

- SUBARU
  - Impreza WRX STi（GDBA）（前期型:Ver.3以来の復活）

### 変更車種
前作でメーカーが【EXTRA】扱い（アップデートによるタイムリリース配信のもの）のマシンは、7 AAXでは該当したメーカーに変更、かつ最初から選択可能となる。
- TOYOTA
  - 86 GT（ZN6）[注 35]
  - PRIUS S Touring selection（ZVW30）
- NISSAN
  - GT-R（R35）

### ライバル
乾信司のみ初登場であり、またアニメにも登場していないため担当声優を起用、そのままアニメ『5th Stage』にも出演している。乾信司以外は『Arcade Stage Ver.3』以来の登場となる。
- 末次トオル

所属 - セブンスターリーフ
- 秋山延彦
- 坂本

所属 - 埼玉北西エリア連合チーム
- 乾信司

声 - 阿部敦
所属 - サイドワインダー

### コース
新たに2コースが追加された。
- 土坂（上級）『高速属性』

『Arcade Stage Ver.3』ならびに『Street Stage』に収録されて以来の登場。また難易度は上級になっている。
- 七曲り（超上級）『テクニカル属性』

『7』にて初登場となる、チーム・スパイラルのホームコース。道幅が全体的に狭く、滑りやすい。ヘアピンが連続する区間が多く、トップスピードからのフルブレーキングで速度を落とさないとヘアピンをうまく通過できない。特に第3セクションはヘアピンカーブ地獄が待ち構える。第4セクションの一部は道幅の狭い住宅街セクションもあり、対戦では抜き辛いセクションとなっている。更にTAでは『MASTER+』及び『LEGEND』取る難易度が非常に高い難コースなため、何回か走り込み上達する必要がある。
バージョンアップにつき現在新たに2コース追加されている。
- 土坂（雪）(超上級)『高速属性』

土坂の雪バージョン。埼玉側のテクニカルセクションが通常バージョンと比べより難しくなっている。DACで復活した際は昼と夜どちらも選択できるようになった。
- 筑波（雪）(上級)『高速属性』

筑波の雪バージョン。通常バージョンは超上級コースだがこちらは何故か7の時は上級コースとなっていた。DACで復活した際は昼と夜どちらも選択できるようになり、超上級コースに格上げされた。

### 6AAからの変更点
挙動
- 最高速は前作よりスピードダウンしたが、扱い易さが上昇した。チューニングが進むほどハンドルを切ることによる減速量が減少し、最終的にアクセルオン時は、いくらハンドルをきっても減速しなくなる。

免許証について
- 6 AA免許証からのみデータ引継ぎが可能。
- 引継ぎは『6 AA』の免許証1枚につき1回のみとなる。
- 引継ぎ後も、元の免許証は『頭文字D Arcade Stage 6 AA』で使用できる。
- 本ロケテストの7 AAX免許証は製品版でも使用できる。
- 『6 AA』から引き継がれるデータ
  - ガレージ車両（3台分、ただしFT-86 G Sports Conceptは86 GTへ変更される）
  - 装着中のパーツ（FT-86は車種が変わるため引き継がれない。カラーも固定）
  - チューニング（SPEC2以下の車両はそのまま引き継がれ、SPEC3以上の車両はSPEC3からチューニングが開始される）
  - 「公道最速伝説」の進捗状況（前作で「Another」までをクリアしていない場合は未クリアの所から、クリアしている場合は「Rebirth」からプレイ可能）
  - マッチングクラス（本作の「マッチンググループ」へ引き継がれる）

- ドライバーズポイントに変換されるデータ
  - 走り屋レベル（本作に於ける走り屋クラスは最下位の「E3」から開始）
  - マイレージ（本作におけるマイレージはリセットされる）

- 引継ぎ特典
  - 限定マイフレーム
  - レースBGM「Cross The X」[注 36]

- 以下のデータは引き継がれない
  - ドライバー名
  - マイキャラパーツ
  - マイフレーム
  - ホームエリア
  - ホームコース
  - ドライバーズポイント（前作で獲得したポイントは引き継がれないが、引き継ぎ時に前述の走り屋レベル・マイレージから変換されたポイントが貰える）
  - 各種成績（勝敗、タイム）
  - プライドポイント
  - イベントキャリア
  - イベントステッカー
  - セッティング
  - 経験値
  - 峠制覇状況
  - パーツストッカー（頭文字D.NET会員専用コンテンツ）
  - マイキャラクローゼット（頭文字D.NET会員専用コンテンツ）
  - 走り屋チーム（頭文字D.NET会員専用コンテンツ）
  - バトルコメント（頭文字D.NET会員専用コンテンツ）

### バージョンアップ
Version.1.0+A
このバージョンから土坂（雪）が登場された。
Version.1.0+B
車種はMAZDASPEED ROADSTER C-SPEC、power house amuse S2000 GT1が追加。Xクラスの登場、キャラクターパーツの追加が行われた
Version.1.0+C
このバージョンから筑波（雪）が登場された。

## 頭文字D ARCADE STAGE 8 ∞
2014年7月17日に稼働開始。∞は「インフィニティ」と読む。
今作より称号システムとプレイスタンプとコンティニューチケット機能が追加された。称号は条件を満たすことで称号が手に入り、一定数の称号を集めると新たな称号エフェクトが手に入る。プレイスタンプに関しては、10回プレイ（コンティニュー分にも含む）すると、Dコインが1枚プレゼントされる。本作のプレイスタンプ機能は2017年1月26日をもって廃止された。頭文字D免許証ICカードを使用して1日1回以上プレイすると、獲得日翌日から1週間有効のコンティニューチケットが手に入る。ただしオンラインサービスが終了したためコンティニューチケットの機能も利用できなくなった。
後継作『Zero』の稼働に伴い、筐体における頭文字D仮免許証の発行は2017年2月12日をもって終了し、同時に同年2月13日以降は頭文字D.NETにおける頭文字D免許証の再発行が出来なくなった。その後、同年4月27日をもってネットワークサービスを終了し、頭文字D.NETもdocomo版とau版は同年4月30日に、Yahoo!ケータイ版とPC版は同年5月8日にそれぞれサービスを終了した。

### モード
本作ではカテゴリが大きく3つに分類される
- 一人で遊ぶ

公道最速伝説
原作が完結したことに伴い大きく変更された。Ver.3以来登場しなかったライバルたちが復活し、ほぼ全員揃った。
全国対戦
全国またはアジアのゲームセンターで同じ頭文字D8で遊んでいる人と対戦できるモード。相手のクラスによって貰えるドライバーズポイントが変化する。
走り屋イベント
2015年5月に「第1回激走祭」、同年9月に「第2回激走祭」というイベントでバンダイナムコエンターテインメントのゲーム『湾岸ミッドナイト MAXIMUM TUNE 5』とコラボレーションが実施された。
- 二人で対戦

店内対戦
- 二人で協力
  - 初期の頃は選択不可だったが9月のバージョンアップより解禁。

全国タッグ対戦
店内タッグ対戦
関東最速プロジェクト

### 追加車種
- SUBARU
  - BRZ S（ZC6）(追加) - 稼動当初は選択できず、10月14日から不定期に開催される車種開放キャンペーン[4]で条件を満たした場合に限り使用可能。2015年7月17日より通常解禁となり選択車種として使用可能。

### 復活車種
- MITSUBISHI
  - LANCER RS EVOLUTION V（CP9A）
  - LANCER GSR EVOLUTION VI Tommi.Makinen Edition（CP9A）
- NISSAN
  - SKYLINE 25GT TURBO(ER34) - これら3車種もスバル・BRZと同様、稼動当初は選択できなかったが不定期に開催されていた車種開放キャンペーン(上記参照)で条件を満たした場合に限り使用可能だった。いずれも2015年7月17日より通常車種として解禁。
- TOYOTA
  - CELICA GT-FOUR(ST205) - こちらは稼動当初より通常車種として使用可能。

### 変更車種
- NISSAN
  - GT-R NISMO（R35） - 追加車種と扱われているが、『7 AAX』からGT-R(R35)を引き継ぐとこの車種に変化する。

### コース
- 追加コース：「箱根」（箱根ターンパイク）（上級）『高速属性』 - 稼働当初は選択できなかったが、2014年9月のバージョンアップより対戦やタイムアタックでも使用可能になった。公道最速伝説の一部追加ステージにも登場する。神奈川県に実在する有料道路。コースレイアウトも一部ゲーム用にアレンジしているが、実際そのままに再現しており、歴代作最長の10.7kmを誇る。コース全体のほとんどが、ノーブレーキ・フルアクセルで通過でき、上級コースながらかなり簡単なコース。それ故に対戦ではブーストなしでは抜きにくいコースとなっている。最速タイムを叩き出すためには、ステアリングを切り過ぎないで速度を維持できるかがカギを握る。最高速は、『8∞』では最速の217km/h、ブーストが掛かれば250km/h(『Zero』では260km/h)という猛スピードを出すことが出来る。また第2セクションの最初の右コーナーでは原作で北条凛に幅寄せをされた涼介同様、路肩の一部を走ることができる。2017年3月7日に稼働開始の『頭文字D Arcade Stage Zero』では初級コースになり、最高速が234km/hに上昇したことによって初収録当初よりトップタイムが4～5秒も上回っており、『Zero Ver.2』では最高速が209km/hに抑えられたとは言え、挙動シミュレーションモデル刷新により当初よりなんとトップタイムが13秒も速くなっており、簡単故に難しかったタイムアタックにおけるプロフェッショナルランク達成も容易になった。『THE ARCADE』では挙動がよりリアルになり、ノーブレーキやアクセル全開で行けたコーナーでもブレーキやアクセルオフが必要なコーナーが増え、より難易度が上がった。
- 復活コース：「もみじライン」（上級）『高速属性』 - 稼働当初は公道最速伝説でしか走れなかったが8月8日より対戦やタイムアタックでも使用可能になった。Special Stageでは超上級だったが、難易度が上級になったとはいえ、Special Stageの滑りやすさの名残で、他コースよりも滑りやすくなっており、よりコーナーを抜けるのが難しくなっている。『Zero』ではより滑りやすくなっているため、『Zero Ver.2』で復活したマシンセッティングで、マイルドセッティングにすれば安定してコーナーを突破できる。公道最速伝説の壁ヒットするなのミッションではあえてドリフトさせずにグリップ走行でコーナリングできるかがカギ。

### 7AAXからの変更点
挙動
- 加速力が歴代作と比べると最も高く、コースやチューニングによってはわずか約2秒で100km/hに達し、箱根ではわずか約1秒で100km/hに達する。
- ドリフトが成功したときに点灯する「ドリフトランプ」が前作より点灯しにくくなり、ドリフトの難易度が上昇した。前作では少しのブレーキで点灯していたのに対し、今作では長めにブレーキを踏まないと点灯しなくなり少しの横滑りでは成立しない仕様に変更された。

レース中
- 本作よりカーブが近づいたときや、オイルなどに近づいたとき、次のカーブ予告とトラップポイント予告が表示されるようになった。カーブ予告については黄色はブレーキなしで抜けられるコーナー、オレンジはS字カーブ、赤はヘアピンなどでブレーキやアクセルオフが必要なコーナー、！アイコンはインベタのインが出来る仕掛けや土坂の工事現場などである。

ゲームモード
- 本作よりゲーム筐体上からでも頭文字D.NETの会員権を購入可能になった。また、ゲーム筐体から購入するとICカードに頭文字D.NETの会員権の有効期限が記載される[注 37]。筐体からの頭文字D.NETの会員権購入は2017年1月15日に終了している[5]。
- ストーリーモード（公道最速伝説）が一新されているほか、紙コップが復活した。壁ヒットをすると水がこぼれる仕様になっている。
- 新たに「ファクトリーモード」も追加された。タイトル画面でビューチェンジボタンを押して、無料で利用できる。
- Dコイン[注 38]が追加され、チューニングを早く進行することが可能になった。Dコインはゲーム筐体で購入してチャージするかスタンプボーナス、前作からの引継ぎで入手する必要がある。Dコインは入手した月から2か月後の末まで有効[注 39]。Dコインチャージは2017年1月26日に終了し[5]、全プレイヤーのDコインは2017年3月31日で有効期限が完全に終了した。

免許証の引き継ぎについて
- 7 AAX免許証からのみデータ引継ぎが可能。
- 引継ぎは『7 AAX』の免許証1枚につき1回のみとなる。
- 引継ぎ後も、元の免許証は『頭文字D 7AAX』で使用できる。
- 本ロケテストの8免許証は製品版でも使用できる。
- 『7 AAX』から引き継がれるデータ
  - ガレージ車両（3台分、ただしGT-R(R35)はGT-R NISMO(R35)へ変更される）
  - 「関東最速プロジェクト」のクリア周回数

- 引継ぎ特典
  - 限定マイフレーム（3種類の中から1つを選択）
  - 限定称号（引き継ぎ時の時点での前作の走り屋クラスに応じた称号が貰える）
  - Dコイン12枚（筐体がオンラインで接続されている場合のみ）
  - レースBGM「Raise Up」（関東最速プロジェクトを一周以上クリア済みのみ）

- 以下のデータは引き継がれない
  - ドライバー名
  - マイキャラ
  - マイフレーム
  - ドライバーズポイント
  - マイレージ
  - 走り屋クラス
  - マッチンググループ
  - プロジェクトDミッション
  - チューニング
  - 外装系パーツ
  - クロスエンブレム
  - 各種成績（勝敗、タイム）
  - プライド
  - イベントステッカー
  - パーツストッカー（頭文字D.NET会員専用コンテンツ）
  - マイキャラクローゼット（頭文字D.NET会員専用コンテンツ）
  - 走り屋チーム（頭文字D.NET会員専用コンテンツ）

### バージョンアップ
Version1.0+A
2014年8月8日より。このバージョンからもみじラインがタイムアタックと対戦で選択可能になった。
Version.1.2+B
2014年9月18日より。このバージョンからコース『箱根』、Dコインを必要とする拡張機能、公道最速伝説のステージが追加。
一部の車種の性能が調整された。
Version 1.2+D
2015年7月17日より。このバージョンからチューニングにSTEP5より上のランクの「EX SPEC」が追加。
車種解放キャンペーン限定で解禁されていた車種が通常車種として解禁。最初から使用可能になった。

## 頭文字D ARCADE STAGE Zero
2017年3月7日に稼働が開始されたシリーズ第9作目。これまでの『頭文字D Arcade Stage』とは違い、シフトレバーをニュートラルに入れたままではAT操作となり、手動操作した時点でMTに切り替わる、『湾岸ミッドナイト MAXIMUM TUNEシリーズ』、『バトルギア4 Tunedのプロフェッショナル筐体仕様』でも使用されている6速Hゲート式『アドバンスドMT』が採用。これによって実車のようなシフト操作が楽しめるようになった。また、クイックステアリングも採用され、ステアリングの切れ角が120°程になり、ドリフトが前作より容易になった。モニターも42インチと大型化された。さらに、使用するICカードも『頭文字D免許証』から『Aime』へ変更された。前作までは原作&アニメ版のキャラデザだったが、今作では新劇場版のキャラクターデザインが使用されている。2016年8月4日から7日までプレ・ロケテストが実施され、2017年1月18日から2月8日までロケテストが実施された。
また、前作『頭文字D Arcade Stage 8 インフィニティ』に関して、車データなどの引継ぎは出来ないが、マイレージに応じてドライバーズポイントが貰えることができる。受け取り期間は2018年4月1日まで。特典を利用するには、2017年3月1日の5:00時点で有効な『頭文字D8免許証』と『頭文字D Arcade Stage Zero』をプレイした、若しくはプレイする予定のAimeカードがそれぞれ必要。期間限定で開設された特設サイトにアクセスして、それぞれのカード裏面に記載のアクセスコードを入力して紐付けすることで特典が貰える。
新劇場版をベースにしたことで車両とコースが前作より減少したが、今後のアップデートで復活したり新車や新コースが登場している。
2017年5月24日には、専用コミュニティサイト「頭文字D こみゅ」が開設された。2021年2月12日、『SEGA World Drivers Championship』のネットワークサービス終了日にあたる2021年4月末日をもって日本国内版の本作のネットワークサービスを終了することがオフィシャルから告知された。

### 新規追加車種
SUBARU
- STI S207 NBR CHALLENGE PACKAGE（VAB） - 2017年7月19日のアップデートでシリーズ初収録。エアロパーツの装着が出来ない。

COMPLETE CAR
- MCR SKYLINE GT-R 魔王号（BNR34改） - Hot-Version 魔王号コラボ第1弾として2018年5月29日のアップデートでシリーズ初収録。
- 藤田エンジニアリング FEED RX-7魔王号（FD3S改） - Hot-Version 魔王号コラボ第2弾として2018年6月26日のアップデートでシリーズ初収録。
- MFGHOST 86GT（改） 片桐夏向仕様（ZN6改） - MFゴーストとのコラボ第2弾として2018年8月28日のアップデートでシリーズ初収録。
- J'S RACING S2000魔王号（AP1改） - Hot-Version 魔王号コラボ第4弾として2018年9月13日のアップデートでシリーズ初収録。

### 新規追加コース
- 群サイ（群馬サイクルスポーツセンター）（上級）『高速属性』 - Hot-Version魔王号コラボ第3弾として2018年7月19日のアップデートでシリーズ初収録。シリーズ内においても原作未登場のコースである。『Zero Ver.2』では挙動シミュレーションモデル刷新により、一本道コースの中で驚速となる2分15秒を切るタイムを見せるプレイヤーもいる。

### 8∞からの変更点
プレイスタンプ
- 今作では20プレイ（コンティニュー分も含む）するとコンティニューチケットが手に入る[注 40]。

メーター
- 初期設定のメーターが『Arcade Stage Ver.3』のものに戻り、これによりドリフトランプは筐体左右のLEDが代わりを果たす。報酬でもらえるメーターの一部には元のドリフトランプがついており、こちらでもドリフトしているかが確認できる。
- 今作では雨が選択できなくなっており、全てのモードで晴れ固定となっている。映画『新劇場版 頭文字D』でも雨のレースのシーンがない。

カリスマレベル（走り屋レベル）
- 『8∞』では走り屋クラス∞～E3で表されてきたが、カリスマレベルと改められ『6 AA』以来となる走り屋レベル1～99と表されるようになった。また、一定のレベルに満たないとSPEC-2とSPEC-4以降のチューニングができなくなった。

公道列伝
- モード名が「公道最速伝説」から上記に改められたほか、「ドラテク特訓カリキュラム」も「文太チャレンジ」という名前に改められた。
- キャラクターデザインが原作版から新劇場版へと変わったが、2Dの立ち絵だけとなり新劇場版のキャストのボイスはない。
- 「-序章-」「-二章-」[注 41]「-三章-」「-番外編-」[注 42]「-遠征-」があり、「-序章-」「-二章-」「-三章-」が従来の公道最速伝説にあたる『頭文字D』のキャラクターとの対戦で、序章をクリアすると解放される「-遠征-」[注 43]は、全国各地に実在する店舗に所属するプレイヤーがモデルのCPUキャラとの対戦となる。開催期間ごとに店舗とコースが変動する。開催期間と対象の店舗とコース情報は、ゲーム内、公式サイト、公式Twitterで確認できる。序盤はフルスペック未満でもよほどなミスのない限り勝てるようなタイムが設定されているが、進むほど難しくなり、最終的にはタイム設定がTAのPLATINUMランク相当になる。『Zero Ver.2』では、基本的には『Zero Ver.1』と変化しないが、2020年4月8日、日本政府からの新型コロナウイルスによる緊急事態宣言発令を受け[9]、本モードの「-遠征-」の開催を一旦中止し、緊急事態宣言解除後の2020年6月12日より開催を再開する形となった。そして2021年2月2日から2021年2月28日まで本モードの「-遠征-」イベント最終回が開催されている。

タイムアタック
- 基本的な内容は『8∞』と同じだが、『Zero Ver.1』のVer.1.30アップデートにおいて、タイムアタック段位とSPECIALISTの上位種である新たなタイムランク、PROFESSIONALが追加された。タイムアタック段位は最初はBRONZE段位からスタートし、速いタイムを出せば出すほどタイムアタック段位ゲージが上昇する。一定の成績を出せば昇格し、一定の段位まで昇格すれば称号が手に入り、最終的にLEGEND段位まで昇格となる。

全国対戦
- 連続プレイが3連勝までから2連勝までとなった。
- 全国対戦後、リベンジマッチ（クレジット投入）でもう一度同じ相手と再戦を行えるようになった。

店内対戦
- 先述のとおり今作は雨が選択不可になっており、全て晴れ固定となる。

挙動
- 加速力は前作よりダウンしたが最高速度と旋回性能が上昇。箱根（箱根ターンパイク）では前作より17km/h速い234km/h、秋名湖では前作より27km/h速い212km/h程度にアップしている。
- 「ドリフトランプ」の点灯位置がメーターから筐体左右のランプに変更され、そこでドリフトを判別することができる。また、ハンドルの切れ角も前作より少なくなったため前作よりドリフトしやすくなった。ランプ点灯は前作と同じく長めにブレーキを踏まないと点灯しない。また、旋回性能上昇により、ステアリングを深く切ると、コーナリングでドリフト状態になるがドリフトランプは点灯せず、ドリフトに慣れないとコーナーをうまく通過できない。

ファクトリーモード
- 『8∞』とは違いデモ中にビューチェンジボタンでファクトリーモードに移行する事ができなくなり、必ずエントリー後のメニューから移行する仕様になった。
- 今までは3台までしか所有できなかったが本作ではすべて所有できるようになった[注 44]。
- ファクトリーモードの制限時間が5分から3分に短縮された。上記の通り、再度ファクトリーモードに入るには一旦ゲームを終了しないといけない。

その他
- ゲームの読み込み時間が歴代作に比べて最も速く、前作と比べると大幅に待ち時間が減り、スムーズなプレイが出来るようになった。
- 前述のとおり新劇場版ベースに切り替わったためキャラクターデザインが一新されBGMもユーロビートから『頭文字D』新劇場版3部作で採用された日本のロックバンドの曲に切り替わっている。

### バージョンアップ
2017年4月27日版（Ver.1.01.00）
一部不具合の修正が行われた。
2017年5月15日（Ver.1.02.00）
FULL SPEC未満の車両に対する走行性能の調整、筑波/往路における各車の走行性能の調整、その他の不具合の修正が行われた。
2017年6月1日版（タイムリリース第1弾）
登場車種にSUPRA RZ（JZA80）、SPRINTER TRUENO 2door GT-APEX（AE86）、MR-S S EDITION（ZZW30）、NSX（NA1）、RX-7 Type RS（FD3S）が追加された。
2017年7月19日版（Ver.1.10.00 Rev.1 +A）
登場車種にCELICA GT-FOUR（ST205）、RX-8 Type S（SE3P）、STI S207 NBR CHALLENGE PACKAGE（VAB）が、登場コースに「もみじライン」が、新機能に「チームブースト」が追加された。
2017年8月12日版
本来2017年8月10日に実施される予定だった「名声配布値の調整」が正しく行われなかったため、改めて調整が実施された。
2017年10月5日版（タイムリリース第2弾）
登場車種にGT-R NISMO（R35）、IMPREZA WRX STI（GDBF）、BRZ S （ZC6）、LANCER EVOLUTION X GSR（CZ4A）が、登場コースに「八方ヶ原」が追加された。
2017年11月21日版（Ver.1.10.00 Rev.3 +B）
対戦バランス調整「Rev3」と、名声帯・レベル帯におけるマッチング調整が実施された。
2017年12月21日版（Ver.1.20.02 Rev.3 +C）
登場車種にIMPREZA WRX STi（GDBA）、LANCER Evolution IX GSR（CT9A）が、新モードに「2on2モード」「公道列伝-二章-」が、新機能に「マイセレクト」が、登場コースに「秋名（雪）」が、公式発表はされていないがBGMに「FOREVER SAD」「BURN INSIDE」が追加された。
2018年2月15日版（Ver.1.21.00）
全コースにおけるSPEC5以下の車両に対する走行性能、ならびに秋名/下りにおけるFULL SPEC車両の走行性能が調整された。
2018年2月22日版（Ver.1.21.00 Rev.4 +C）
対戦バランス調整「Rev.4」が実施された。
2018年4月25日版（Ver.1.21.00 Rev.5 +D）
対戦バランス調整「Rev.5」が実施された。なおRX-7の三車種については秋名（雪）のみの調整となり、他コースでは変更されていない。
2018年3月15日版（タイムリリース第3弾）
登場車種にamuse S2000 GT1（AP1）、MAZDASPEED ROARSTER C-SPEC（NA8C改）が、登場コースに「定峰」が追加された。
2018年7月19日版（Ver.1.30.00 Rev.6 +G）
登場車種にHONDA TWINCAM MONSTER CIVIC TYPE R（EK9）、RE雨宮 幻気-7（FD3S）が、登場コースに「群サイ」が、新モードに「公道列伝-三章-」「公道列伝-番外編-」「Dフェス」が、タイムアタックモードでは「段位認定システム」が追加された。
2018年9月4日版（Ver.1.30.00）
名声帯におけるマッチングバランスが調整された。
2018年10月4日版（タイムリリース第4弾）
登場コースに「土坂」が追加され、対戦バランス調整「Rev.7」が実施された。
2018年10月25日版（Ver.1.31.00）
Amusement ICカードに対応し、従来のAime、バナパスポートに加えe-AMUSEMENT PASSでもゲームデータの登録・使用が可能になった。また特別昇格の判定が調整され、その他の不具合も修正された。
2018年12月13日版（タイムリリース第5弾）
登場車種にPRIUS S "TOURING Serection"（ZVW30）、TOP SECRET SUPER G-FORCE SUPRA（JZA80改）が、登場コースに「長尾」が追加された。

### 頭文字D ARCADE STAGE Zero Ver.2（-ゼロ バージョンツー）
『Zero』のバージョンアップ版として2019年4月18日稼働開始。2019年3月24日に開催された『新・史上最速伝説2019』にて発表された。また本作では、2019年12月12日から開催中の『東方Project』とのコラボも話題となった。

#### 新規追加車種
COMPLETE CAR
- MFGHOST GT-R NISMO（改）相葉瞬仕様（R35改） - MFゴーストとのコラボとして2019年7月10日のアップデートでシリーズ初収録。『8∞』に収録されたR35 NISMOとは違い、こちらは2017年仕様をベースにしている。

#### 新規追加コース
- 小田原(中級)『高速属性』 - 原作のMFゴーストの小田原パイクスピークの舞台であるコースが、本作専用にアレンジされたオリジナルの周回コースであり、原作と同じく深い霧が発生するデスエリアも存在する。既存の秋名湖や碓氷と同じく規定周回数は2周である。なお1周が4.4Kmと長いためかスタート時の制限時間はカンスト状態の180秒からスタートする。　又、スタートした後に画面スクロールが非常に遅くなるという問題がユーザーから多数聞かれたが改善されていない

#### Zero Ver.1からの変更点・追加要素
挙動
- 『Zero Ver.2』ではマシンの新挙動システムを導入し、『6AA』のみ存在したマシンセッティングが復活。本バージョンのキービジュアルのキャッチコピー通りマシンの挙動が進化。走行性能も一新され、マシンの挙動が歴代作に比べ大幅に変更され、多少の変更はあったものの『5』から『Zero Ver.1』まで続いた『5』ベースの挙動とは違うものとなった。この挙動一新により、今までアクセル全開で行けたコーナーでもアクセルオフやブレーキを使う必要が出ており、歴代作で最もリアルに近い挙動に進化した。ドリフト状態の挙動も進化しており、マシンが横滑りするとドリフトランプが点灯するようになり、これまでよりドリフトランプが点灯しやすくなった。またメーター上の最高速は『Zero.Ver.1』と比べ低下しているが、ゲーム内の速度は実際には速くなっており、速いゴールタイムを叩き出している。ボディゲージとタイヤゲージが追加され、条件を満たすと表示されるようになる。ボディゲージは壁にぶつかると減少し、ゲージが赤に近くなるほど加速力が低下、タイヤゲージはコーナーをオーバースピードで通過したり、ステアリングを切りすぎると速く減少し、ゲージが赤くなるほどコーナリング性能が低下しスピンしやすくなる。タイムアタックではドリフト走行が速いが、対戦では序盤の内にボディゲージとタイヤゲージの温存が求められる。『6AA』より強化されていた壁に接触した際の壁ペナルティーが弱体化。そのためタイムアタックでは壁を使ったコーナリングで速いタイムを叩き出せることもある。稼働当初はどのセッティングもスピンしやすく難しかった。これはタイトーのバトルギア4やバンダイナムコエンターテインメントのProject CARSシリーズより難しい挙動といった声も。
- 2019年12月12日のアップデート『Ver.2.2』で挙動がリニューアルされ、稼働当初より走りやすくなった。これに伴い、タイムアタックでのランキングがリセットされた[10]。

公道列伝
- Ver.2稼働時に初心者向けの「-始動-」を追加、基本動作やテクニックが学べる。また「番外編」は「群サイ編」に表記が改められた。
- アップデート後もストーリーが追加されており、Ver.2.11 +Aで「-四章-」、Ver.2.2で「-五章-」、Ver.2.3で「-六章-」が実装され、ストーリーは「-六章-」で完結する形となる。
- 東方Projectとのコラボレーションアイテムが獲得できる「特別編」や、MFゴーストのキャラクターが登場する「MFG編」も実装された。それぞれ期間限定のため、期間が終了するとプレイができなくなる。なお、東方Projectとのコラボレーションは期間が2020年10月1日から2021年2月28日までに延長されることが公式サイトで2020年10月1日に発表された。

## 頭文字D THE ARCADE

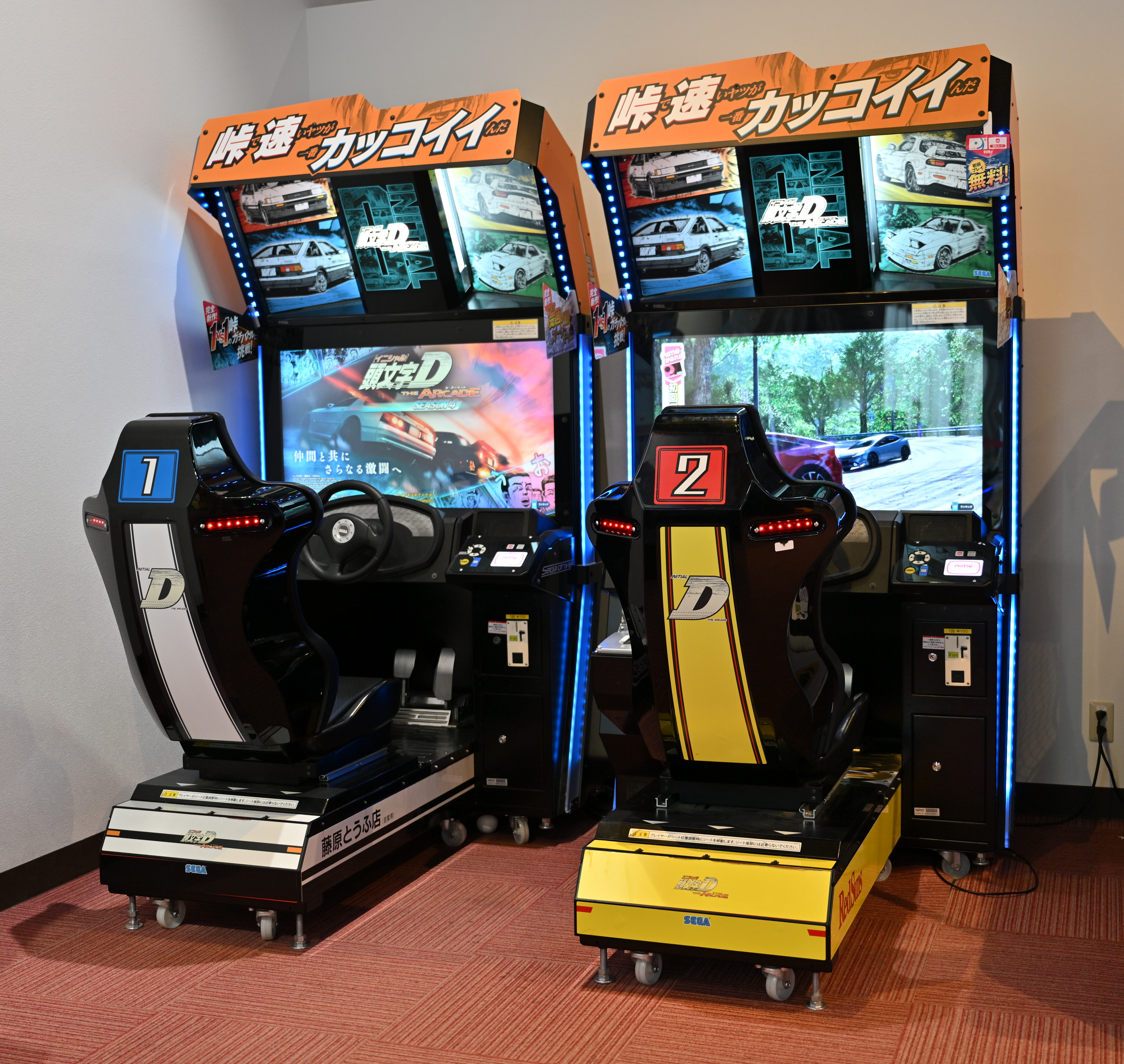
『頭文字D THE ARCADE』（セガ）のアーケードゲーム筐体

2021年2月25日稼働開始。2020年7月10日に放送された『頭文字D 特別生放送』で発表。今作からタイトルが『頭文字D ARCADE STAGE』から『頭文字D THE ARCADE』に変更され、シリーズ第10作目にして、UI・ゲームシステム共にこれまでの作品から一新された新シリーズとしての展開となる。店内対戦の最大対戦人数が4人となった。今作では原作の漫画をベースにしているが、多少ストーリーにアレンジが加えられている。2023年4月17日公開のVer2.0よりプレイヤー同士がチームを作成し、競い合える「チーム」機能が追加された。公式略称は「頭文字DAC」もしくは「DAC」。
前作『 - Zero』からの引き継ぎはドライバー名のみ対応となるが（変更も可能）、本作も前作同様に継続プレイ特典が貰える。特典内容は本作に準じてアバターパーツやフルチューンチケット（使うことで選択した車種がいきなりフルチューン状態になる）などである。また使用するAimeカードに『SEGA World Drivers Championship』のプレイデータがあれば、異なる継続プレイ特典が併せて貰える。
また本作はバージョンとは別に、タイムアタックイベントなどが「SEASON」（シーズン）に区分けされ、シーズン毎にランキングがリセットされるようになった。
SEASON 2：2022年3月17日稼働
SEASON 3（Ver.2）：2023年4月17日稼働　今期からVer.2として稼働する。
SEASON 4：2024年4月4日稼働
SEASON 5（Ver.3）：2025年4月17日稼働　今期からVer.3として稼働する。

### Zero Ver.2からの変更点・追加要素
挙動
- マシンの挙動は『Zero Ver.2』と比べてよりリアルな挙動になっており、最高速も抑えられたが、扱いやすさが向上した。この挙動変更により、これまでのARCADE STAGEシリーズでは、アクセル全開またはアクセルオフで行けたコーナーでもブレーキやアクセルオフを駆使する必要がある。またコーナー予告表示もリニューアルされ、2つ先のコーナーまで予告されるようになった。コーナー予告アイコンカラーも種類が増え、青→緑→黄→赤の順にコーナーがキツくなる。黄と赤コーナーは警告音が鳴る。
- 『Zero』では黄色のみだったドリフトランプも、D8以来となる青のほか緑やオレンジが追加された。青→緑→黄→オレンジの順でドリフトの角度がつくほどに色が変わっていく。
- 新たに擬音エフェクトが搭載された。一例としてドリフト中は「ギャアアアア」、敵車や壁への接触は「ガシ」「ゴン」、碓氷や秋名でミゾ落としが決まると「ドン」といったように、原作のフォントそのままで文字が入る。なおオプションで非表示にすることもできる。

#### 新規追加コース
- ヤビツ(上級)『テクニカル属性』 - 原作の神奈川エリア第1戦の舞台であるヤビツ峠が現実の雰囲気を残しつつ本作専用にアレンジされたレイアウトで本作で完全新規収録。コース後半になるほどよりテクニカルとなり第1セクションの2連ヘアピン通過後のL字赤カーブと最終セクションでの2連S字が最大の難所である。

- 真鶴(中級)『高速属性』 - 原作のMFゴーストの第3戦の舞台が本作専用にアレンジされた周回コースが本作で完全新規収録。秋名湖・碓氷・小田原と同じく規定周回数は2周。原作同様トンネルの照明が落とされたり、超高速S字コーナー『オー・ルージュ』では車体がジャンプしハンドルが取られる。更に雪コースやもみじライン並みにオーバーが激しく滑りやすい。

## 登場車種・コース
- ゲーム中には全作品あわせて、7メーカー35種類登場する（Ver.3まで）。括弧内はゲーム内での使用キャラ及び、備考。
- シリーズ1作目は6メーカー24種類。『Ver.2』からは、1メーカー7種類。『Ver.3』からは4種類。『4』では2種類（バージョン違いも含めば3種類）ずつそれぞれ追加されている。また、『4』ではゲーム自体のリニューアルとも取れるような状態で全体的に減った形となったが、『5』からまた徐々に追加されている。
- 『Zero』で再び大幅に車種が縮小されたが、アップデートにより徐々に追加されている。但し新規追加車種は1車種を除きCOMPLETE CARのみとなっている。
- 『THE ARCADE』でも再び車種・コースが縮小されたが、同じくアップデートにより追加されている。今作は通常車種でも新規追加が行われている。

### 登場車種一覧
※○は使用可能、●は制限ありで使用可能、×は未登場、△はライバルのみ使用。
| 車種名 | Ver.1 | Ver.2/ Special | Ver.3/ Street | 4/4改/ Extreme | 5 | 6 AA | 7 AAX | 8∞ | Zero/ Zero Ver.2 | DAC | 詳細 |
| --- | ----- | -------------- | ------------- | -------------- | - | ---- | ----- | -- | ---------------- | --- | --- |
| SPRINTER TRUENO GT-APEX（AE86） 【藤原拓海が使用】 【藤原文太が使用（4～5・7AAX以外）】 【ニセプロジェクトDが使用（5以降）】 | ○     | ○              | ○             | ○              | ○ | ○    | ○     | ○  | ○                | ○   | |
| SPRINTER TRUENO 2door GT-APEX（AE86） 【乾信司が使用】                                                                       | ×     | ×              | ×             | ×              | × | ×    | ○     | ○  | ○                | ○   | |
| COROLLA LEVIN GT-APEX（AE86） 【秋山渉が使用】                                                                               | ○     | ○              | ○             | ○              | ○ | ○    | ○     | ○  | ○                | ○   | |
| COROLLA LEVIN SR（AE85） 【武内樹が使用】                                                                                    | △     | ○              | ○             | ○              | ○ | ○    | ○     | ○  | ○                | ○   | |
| MR2 G-Limited（SW20） 【小柏カイが使用】                                                                                     | ○     | ○              | ○             | ○              | ○ | ○    | ○     | ○  | ○                | ○   | |
| MR-S S EDITION（ZZW30） 【小柏カイが使用（5以降）】                                                                          | ○     | ○              | ○             | ×              | ○ | ○    | ○     | ○  | ○                | ○   | |
| ALTEZZA RS200 Z EDITION（SXE10） 【秋山延彦が使用（4～6 AA以外）】                                                           | ×     | ○              | ○             | ○              | ○ | ○    | ○     | ○  | ○                | ○   | Ver.3まではRS-200。4改からRS200 Z EDITIONに変更 |
| CELICA GT-FOUR（ST205） 【御木が使用（Ver.2、4～7 AAX以外）】                                                                | ×     | ○              | ○             | ×              | × | ×    | ×     | ○  | ○                | ○   | |
| SUPRA RZ（JZA80） 【皆川英雄が使用】                                                                                         | ×     | ×              | ×             | ×              | ○ | ○    | ○     | ○  | ○                | ○   | |
| GR SUPRA RZ（DB42） 【諸星瀬名が使用】                                                                                       | ×     | ×              | ×             | ×              | × | ×    | ×     | ×  | ×                | ○   | DACにおいてMFゴーストとのコラボでVer.1.3から登場 |
| 86 GT（ZN6）/ FT-86 G Sports Concept 【謎の走り屋が使用（Zero）】 【片桐夏向が使用（DAC）】                                  | ×     | ×              | ×             | ×              | × | ●    | ○     | ○  | ○                | ○   | 6AAではメーカーは【EXTRA】 |
| GR86 RZ（ZN8） 【使用者なし】                                                                                                | ×     | ×              | ×             | ×              | × | ×    | ×     | ×  | ×                | ○   | DACのVer.2.3から登場 |
| PRIUS S "TOURING selection"（ZVW30） 【使用者なし】                                                                          | ×     | ×              | ×             | ×              | × | ●    | ○     | ○  | ○                | ×   | 6AAではメーカーは【EXTRA】 実車はCVTを採用しているため、AT限定車である。 スピードメーターも実車のものをイメージした独自デザインのデジタルメーターに変更される。                      |
| PRIUS Z（MXWH61） 【使用者なし】                                                                                             | ×     | ×              | ×             | ×              | × | ×    | ×     | ×  | ×                | ○   | DACのVer.2.5から登場 実車はCVTを採用しているため、AT限定車である。 ただしスピードメーターは他の車種と同一（シフトポジションが「D」と表示されている）で、カスタマイズも可能となった。 |
| GR YARIS 1st Edition RZ "High performance"（GXPA16） 【使用者なし】                                                          | ×     | ×              | ×             | ×              | × | ×    | ×     | ×  | ×                | ○   | DACのVer.1.1から登場 |
| CHASER 2.5 TourerV（JZX100） 【使用者なし】                                                                                  | ×     | ×              | ×             | ×              | × | ×    | ×     | ×  | ×                | ○   | DACのVer.2.0から登場 |

| 車種名                                                                                    | Ver.1 | Ver.2/ Special | Ver.3/ Street | 4/4改/ Extreme | 5 | 6 AA | 7 AAX | 8∞ | Zero/ Zero Ver.2 | DAC | 詳細 |
| ----------------------------------------------------------------------------------------- | ----- | -------------- | ------------- | -------------- | - | ---- | ----- | -- | ---------------- | --- | --- |
| SKYLINE GT-R V-specII （BNR32） 【中里毅が使用】 【北条凛が使用（6AA以降）】              | ○     | ○              | ○             | ○              | ○ | ○    | ○     | ○  | ○                | ○   | |
| SKYLINE GT-R V-specII Nür（BNR34） 【星野好造が使用（4以降）】                            | ○     | ○              | ○             | ○              | ○ | ○    | ○     | ○  | ○                | ○   | Ver.3まではV-specII。4から最終特別限定車V-specII Nurに変更 |
| SKYLINE 25GT-TURBO（ER34） 【川井淳郎が使用（4～7 AAX以外）】                             | ×     | ○              | ○             | ×              | × | ×    | ×     | ●  | ○                | ○   | |
| NISSAN GT-R NISMO / NISSAN GT-R（共にR35） 【相葉瞬が使用（DAC）】                        | ×     | ×              | ×             | ×              | × | ●    | ○     | ○  | ○                | ○   | 6AAではメーカーは【EXTRA】 7AAXまで市販モデルだったが、8∞とZeroではチューニングモデルのNISMOの2014年仕様、DACよりNISMOの2017年仕様、DACのVer.2.00よりNISMOの2020年仕様に変更 |
| NISSAN GT-R Premium edition T-spec（R35） 【使用者なし】                                  | ×     | ×              | ×             | ×              | × | ×    | ×     | ×  | ×                | ○   | DACのVer.3.0から登場 |
| Fairlady Z（S30） 【朝倉アキオが使用】                                                    | ×     | ×              | ×             | ×              | × | ×    | ×     | ×  | ×                | ○   | DACにおいて湾岸ミッドナイトとのコラボで2021年4月22日から登場 |
| FAIRLADY Z Version S（Z33） 【池田竜次が使用】                                            | ×     | ×              | ×             | ×              | × | ○    | ○     | ○  | ○                | ○   | |
| FAIRLADY Z Version ST（RZ34） 【使用者なし】                                              | ×     | ×              | ×             | ×              | × | ×    | ×     | ×  | ×                | ○   | DACのVer.1.7から登場 |
| SILVIA K's（S13） 【池谷浩一郎が使用】 【絡んできた走り屋が使用（Zero）】                 | ○     | ○              | ○             | ○              | ○ | ○    | ○     | ○  | ○                | ○   | |
| Silvia Q's（S14／前期） 【中村賢太が使用】                                                | ×     | ○              | ○             | ○              | ○ | ○    | ○     | ○  | ○                | ○   | |
| Silvia K's（S14／後期） 【使用者なし】                                                    | ○     | ○              | ○             | ×              | × | ×    | ×     | ×  | ×                | ×   | |
| Silvia spec-R（S15） 【東京から来た2人が使用（Ver.1以外）】 【奥山広也が使用（6AA以降）】 | ○     | ○              | ○             | ○              | ○ | ○    | ○     | ○  | ○                | ○   | |
| 180SX TYPE-II（RPS13） 【健二が使用】                                                     | ○     | ○              | ○             | ○              | ○ | ○    | ○     | ○  | ○                | ○   | Ver.3まではTYPE-X。4からTYPE-IIに変更 |

| 車種名                                                                             | Ver.1 | Ver.2/ Special | Ver.3/ Street | 4/4改/ Extreme | 5 | 6 AA | 7 AAX | 8∞ | Zero/ Zero Ver.2 | DAC | 詳細                                                                        |
| ---------------------------------------------------------------------------------- | ----- | -------------- | ------------- | -------------- | - | ---- | ----- | -- | ---------------- | --- | --------------------------------------------------------------------------- |
| SAVANNA RX-7 ∞III（FC3S） 【高橋涼介が使用】                                       | ○     | ○              | ○             | ○              | ○ | ○    | ○     | ○  | ○                | ○   |                                                                             |
| ε~fini RX-7 Type R（FD3S／I型） 【高橋啓介が使用】 【岩瀬恭子が使用（Ver.1以外）】 | ○     | ○              | ○             | ○              | ○ | ○    | ○     | ○  | ○                | ○   |                                                                             |
| RX-7 Type RS（FD3S／VI型） 【使用者なし】                                          | ×     | ○              | ○             | ×              | ○ | ○    | ○     | ○  | ○                | ○   | Ver.3までは最終特別限定車SPIRIT R Type A。5からType RSに変更。              |
| RX-8 Type S（SE3P） 【使用者なし】                                                 | ×     | ×              | ○             | ○              | ○ | ○    | ○     | ○  | ○                | ○   |                                                                             |
| EUNOS ROADSTER（NA6CE） 【末次トオルが使用（4～6 AA以外）】                        | ×     | ○              | ○             | ○              | ○ | ○    | ○     | ○  | ○                | ○   | Ver.3まではROADSTER S Special（NA6C）。4改からEUNOS ROADSTER（NA6CE）に変更 |
| ROADSTER RS（NB8C） 【大宮智史が使用（5以降）】                                    | ○     | ○              | ○             | ×              | ○ | ○    | ○     | ○  | ○                | ○   | Ver.3までは中期型。5から初期型に変更                                        |

| 車種名                                                                               | Ver.1 | Ver.2/ Special | Ver.3/ Street | 4/4改/ Extreme | 5 | 6 AA | 7 AAX | 8∞ | Zero/ Zero Ver.2 | DAC | 詳細 |
| ------------------------------------------------------------------------------------ | ----- | -------------- | ------------- | -------------- | - | ---- | ----- | -- | ---------------- | --- | ---- |
| LANCER GSR Evolution III（CE9A） 【須藤京一が使用】                                  | ○     | ○              | ○             | ○              | ○ | ○    | ○     | ○  | ○                | ○   |      |
| LANCER RS EVOLUTION IV（CN9A） 【岩城清次が使用】                                    | ○     | ○              | ○             | ○              | ○ | ○    | ○     | ○  | ○                | ○   |      |
| LANCER RS EVOLUTION V（CP9A） 【ランエボVの男が使用（4～7 AAX以外）】                | ×     | ×              | ○             | ×              | × | ×    | ×     | ●  | ○                | ○   |      |
| LANCER GSR EVOLUTION VI T.M.EDITION（CP9A） 【ランエボVIの男が使用（4～7 AAX以外）】 | ×     | ×              | ○             | ×              | × | ×    | ×     | ●  | ○                | ○   |      |
| LANCER Evolution VII GSR（CT9A） 【小早川が使用（5以降）】                           | ○     | ○              | ○             | ×              | ○ | ○    | ○     | ○  | ○                | ○   |      |
| LANCER Evolution IX GSR（CT9A） 【使用者なし】                                       | ×     | ×              | ×             | ○              | ○ | ○    | ○     | ○  | ○                | ○   |      |
| LANCER EVOLUTION X GSR（CZ4A） 【使用者なし】                                        | ×     | ×              | ×             | ×              | × | ○    | ○     | ○  | ○                | ○   |      |

| 車種名                                                                | Ver.1 | Ver.2/ Special | Ver.3/ Street | 4/4改/ Extreme | 5 | 6 AA | 7 AAX | 8∞ | Zero/ Zero Ver.2 | DAC | 詳細                 |
| --------------------------------------------------------------------- | ----- | -------------- | ------------- | -------------- | - | ---- | ----- | -- | ---------------- | --- | -------------------- |
| Civic SiR・II（EG6） 【庄司慎吾が使用】                               | ○     | ○              | ○             | ○              | ○ | ○    | ○     | ○  | ○                | ○   |                      |
| CIVIC TYPE R（EK9） 【二宮大輝が使用】 【舘智幸が使用（4・4改以外）】 | ○     | ○              | ○             | ○              | ○ | ○    | ○     | ○  | ○                | ○   |                      |
| CIVIC TYPE R（FL5） 【使用者なし】                                    | ×     | ×              | ×             | ×              | × | ×    | ×     | ×  | ×                | ○   | DACのVer.2.4から登場 |
| INTEGRA TYPE R（DC2） 【スマイリー酒井が使用】                        | ○     | ○              | ○             | ○              | ○ | ○    | ○     | ○  | ○                | ○   |                      |
| S2000（AP1） 【城島俊也が使用（4以降）】                              | ○     | ○              | ○             | ○              | ○ | ○    | ○     | ○  | ○                | ○   |                      |
| NSX（NA1） 【北条豪が使用】                                           | ×     | ×              | ×             | ×              | × | ○    | ○     | ○  | ○                | ○   |                      |

| 車種名                                                     | Ver.1 | Ver.2/ Special | Ver.3/ Street | 4/4改/ Extreme | 5 | 6 AA | 7 AAX | 8∞ | Zero/ Zero Ver.2 | DAC | 詳細                                                               |
| ---------------------------------------------------------- | ----- | -------------- | ------------- | -------------- | - | ---- | ----- | -- | ---------------- | --- | ------------------------------------------------------------------ |
| IMPREZA WRX type R STi Version V（GC8） 【藤原文太が使用】 | △     | ●              | ●             | ○              | ○ | ○    | ○     | ○  | ○                | ○   | Ver.2とVer.3では車両選択画面で隠しコマンドを入力することで使用可能 |
| IMPREZA WRX STi Version VI（GC8） 【使用者なし】           | ○     | ○              | ○             | ×              | × | ×    | ×     | ×  | ×                | ×   |                                                                    |
| IMPREZA WRX STi（GDBA） 【使用者なし】                     | ○     | ○              | ○             | ×              | × | ×    | ○     | ○  | ○                | ○   |                                                                    |
| IMPREZA WRX STi（GDBF） 【使用者なし】                     | ×     | ×              | ×             | ○              | ○ | ○    | ○     | ○  | ○                | ○   |                                                                    |
| BRZ S（ZC6） 【使用者なし】                                | ×     | ×              | ×             | ×              | × | ×    | ×     | ●  | ○                | ○   |                                                                    |
| BRZ S（ZD8） 【使用者なし】                                | ×     | ×              | ×             | ×              | × | ×    | ×     | ×  | ×                | ○   | DACのVer.2.8から登場                                               |
| STI S207 NBR CHALLENGE PACKAGE（VAB） 【使用者なし】       | ×     | ×              | ×             | ×              | × | ×    | ×     | ×  | ○                | ○   | ZeroのVer.1.1から登場                                              |

| 車種名                                           | Ver.1 | Ver.2〜Zero Ver.2 | DAC | 詳細                                                                              |
| ------------------------------------------------ | ----- | ----------------- | --- | --------------------------------------------------------------------------------- |
| Cappuccino（EA11R） 【坂本が使用（4～6AA以外）】 | ×     | ○                 | ○   |                                                                                   |
| SWIFT Sport（ZC33S） 【使用者なし】              | ×     | ×                 | ○   | DACのVer.1.5から登場                                                              |
| CARRY KC（DC51T） 【使用者なし】                 | ×     | ×                 | ○   | DACのVer.3.0から登場 2025年4月1日に公式サイトのエイプリルフール動画にて先行登場。 |

| 車種名                                                    | Ver.1～Zero Ver.2 | DAC | 詳細                                                         |
| --------------------------------------------------------- | ----------------- | --- | ------------------------------------------------------------ |
| 911Turbo3.6（964） 【島達也が使用】                       | ×                 | ○   | DACにおいて湾岸ミッドナイトとのコラボで2021年4月22日から登場 |
| 718Cayman GTS（982） 【ミハイル・ベッケンバウアーが使用】 | ×                 | ○   | DACにおいてMFゴーストとのコラボでVer.1.3から登場             |
| 911 GT3（991） 【石神風神が使用】                         | ×                 | ○   | DACにおいてMFゴーストとのコラボでVer.2.6から登場             |

| 車種名                       | Ver.1～Zero Ver.2 | DAC | 詳細                                             |
| ---------------------------- | ----------------- | --- | ------------------------------------------------ |
| 4C（96018） 【北原望が使用】 | ×                 | ○   | DACにおいてMFゴーストとのコラボでVer.2.6から登場 |

| 車種名                                     | ベース車種                      | Ver.1～6 AA | 7 AAX/8∞ | Zero | Zero Ver.2 | DAC | 詳細 |
| ------------------------------------------ | ------------------------------- | ----------- | -------- | ---- | ---------- | --- | --- |
| SILEIGHTY（RPS13） 【佐藤真子&沙雪が使用】 | -                               | ○           | ○        | ○    | ○          | ○   | 日産純正扱いモデルが発売されているため、Ver.3まで（Street Stageは除く）のメーカーは【NISSAN】だったが、4以降はメーカーを【頭文字D】に変更。              |
| TOP SECRET SUPER G-FORCE SUPRA（JZA80改）  | トヨタ・スープラ RZ（JZA80）    | ×           | ○        | ○    | ○          | ×   | |
| HONDA TWINCAM MONSTER CIVIC TYPE R（EK9）  | ホンダ・シビックタイプR（EK9）  | ×           | ○        | 〇   | ○          | ×   | |
| Honda NSX-R GT（NA2）                      | -                               | ×           | ○        | ×    | ○          | ×   | ホンダでSUPER GTのホモロゲーションを取得するため、制作・販売されたモデル。                                                                               |
| RE雨宮 幻気-7（FD3S）                      | マツダ・RX-7（FD3S）            | ×           | ○        | ○    | ○          | ×   | 2009年東京オートサロンでRE雨宮から出展された車種 |
| power house amuse S2000 GT1（AP1）         | ホンダ・S2000（AP1）            | ×           | ○        | ○    | ○          | ×   | 7 AAXのVer1.0+Bから登場 |
| MAZDASPEED ROADSTER C-SPEC （NA8C改）      | マツダ・ロードスター（NA8C）    | ×           | ○        | ○    | ○          | ×   | 7 AAXのVer1.0+Bから登場 |
| MCR SKYLINE GT-R 魔王号（BNR34改）         | 日産・スカイラインGT-R（BNR34） | ×           | ×        | ○    | ○          | ×   | ZeroのVer.1.21.00 Rev.5 +Eから登場 ZeroとHot-Versionとのコラボレーション企画による車種。THE ARCADEでは同コラボ期間中に入手できるエアロセットで再現可能。 |
| 藤田エンジニアリング RX-7 魔王号（FD3S改） | マツダ・RX-7（FD3S）            | ×           | ×        | ○    | ○          | ×   | ZeroのVer.1.21.00 Rev.5 +Fから登場 ZeroとHot-Versionとのコラボレーション企画による車種。THE ARCADEでは同コラボ期間中に入手できるエアロセットで再現可能。 |
| MFGHOST 86GT（改） 片桐夏向仕様（ZN6改）   | トヨタ・86GT（ZN6）             | ×           | ×        | ○    | ○          | ×   | ZeroのVer.1.30.00 Rev.6 +Hから登場 Zeroと『MFゴースト』とのコラボレーション企画による車種                                                                |
| J'S RACING S2000 魔王号（AP1改）           | ホンダ・S2000（AP1）            | ×           | ×        | ○    | ○          | ×   | ZeroのVer.1.30.00 Rev.6 +Iから登場 ZeroとHot-Versionとのコラボレーション企画による車種。THE ARCADEでは同コラボ期間中に入手できるエアロセットで再現可能。 |
| MFG GT-R NISMO（改） 相葉瞬仕様（R35改）   | 日産・GT-R NISMO（R35）         | ×           | ×        | ×    | ○          | ×   | Zero Ver.2のVer.2.10.01 Rev.1から登場 Zeroと『MFゴースト』とのコラボレーション企画による車種                                                             |

### 登場コース一覧
※○は登場、×は未登場、△は現行（DAC）レイアウトに大幅な違いのあるコース（主に周回）が登場。コースの詳細は各Ver.の記事を参照。
| コース       | Ver.1 | Ver.2 | Special | Ver.3 | Street | 4/4改 | Extreme | 5 | 6 AA | 7 AAX | 8∞ | Zero | Zero Ver.2 | DAC | 備考 |
| ------------ | ----- | ----- | ------- | ----- | ------ | ----- | ------- | - | ---- | ----- | -- | ---- | ---------- | --- | --- |
| 妙義         | △     | △     | △       | △     | △      | ○     | ○       | ○ | ○    | ○     | ○  | ○    | ○          | ○   | Specialでは公道レイアウト（真・妙義）と同時登場 4より周回コースから公道コース（真・妙義とは別）に変更 |
| 碓氷         | △     | △     | △       | △     | △      | ×     | ×       | × | ○    | ○     | ○  | ○    | ○          | ○   | Specialでは公道レイアウト（真・碓氷）と同時登場 6AAより別レイアウトの周回コースが登場 DACからスタート地点がおぎのやから少し離れた場所に変更された                                                               |
| 碓氷（雪）   | ×     | ×     | ×       | ×     | ×      | ×     | ×       | × | ×    | ×     | ×  | ×    | ×          | ○   | DACのVer.3.0から登場 |
| 秋名         | ○     | ○     | ○       | ○     | ○      | ○     | ○       | ○ | ○    | ○     | ○  | ○    | ○          | ○   | シリーズ全作品に同一レイアウトで収録している唯一のコース 8∞より上級から中級に変更 DACから下りのゴール地点（上りのスタート地点）が麓の駐車場前から最終コーナー手前に変更されコースが短くなった（秋名・雪も同様） |
| 秋名（雪）   | ×     | ×     | ×       | ○     | ×      | ×     | ×       | × | ○    | ○     | ○  | ○    | ○          | ○   | 6 AAではVersion1.1+Bから登場 レース時間が固定（Ver.3：夜、6AA：昼） DACから昼夜を自由に選択できる。 |
| 秋名湖       | ×     | ×     | ×       | ×     | ×      | △     | △       | ○ | ○    | ○     | ○  | ○    | ○          | ○   | 5より一部レイアウトが大幅変更 5までは3周だったが、6AAから2周へ変更した。 |
| 赤城         | ×     | ○     | ○       | ○     | ○      | ○     | ○       | ○ | ○    | ○     | ○  | ○    | ○          | ○   | 8∞より上級から中級に変更 DACから下りのゴール地点（上りのスタート地点）が麓の駐車場を少し過ぎた場所に変更されコースが少し長くなった                                                                              |
| 八方ヶ原     | ○     | ○     | ○       | ○     | ○      | ×     | ○       | ○ | ○    | ○     | ○  | ○    | ○          | ○   | Extreme以降では『昼』が選択可能 DACではコースの季節が秋に変更され、全長が少し長くなった。 |
| いろは坂     | ×     | ○     | ○       | ○     | ○      | ○     | ○       | ○ | ○    | ○     | ○  | ○    | ○          | ○   | 4より超上級から上級に変更 |
| 正丸         | ×     | ×     | ○       | ○     | ○      | ×     | ×       | × | ×    | ×     | ×  | ×    | ×          | ×   | |
| 土坂         | ×     | ×     | ×       | ○     | ○      | ×     | ×       | × | ×    | ○     | ○  | ○    | ○          | ○   | 公道最速伝説ではオイル無しコースが登場（Ver.3） 7AAXよりオイル有りで復活し、超上級から上級に変更 |
| 土坂（雪）   | ×     | ×     | ×       | ×     | ×      | ×     | ×       | × | ×    | ○     | ×  | ×    | ×          | ○   | 7 AAXのVersion1.0+Aから登場(天候は昼) DACより昼夜を自由に変更できる。 |
| もみじライン | ×     | ×     | ○       | ×     | ×      | ×     | ×       | × | ×    | ×     | ○  | ○    | ○          | ○   | 8∞より初めてアーケードに登場し、超上級から上級に変更され、『昼』が選択可能 DACでは全長が少し長くなった。 |
| 塩那         | ×     | ×     | ○       | ×     | ×      | ×     | ×       | × | ×    | ×     | ×  | ×    | ×          | ×   | |
| 筑波         | ×     | ×     | ×       | ×     | ×      | ○     | ○       | ○ | ○    | ○     | ○  | ○    | ○          | ○   | 8∞とDZeroでは超上級から上級に変更 DACより再び超上級に |
| 筑波（雪）   | ×     | ×     | ×       | ×     | ×      | ×     | ×       | × | ×    | ○     | ×  | ×    | ×          | ○   | 7 AAXのVersion1.0+Cから登場(天候は夜) DACより上級から超上級へ変更され、昼夜を自由に変更できる。 |
| 長尾         | ×     | ×     | ×       | ×     | ×      | ×     | ×       | ○ | ○    | ○     | ○  | ○    | ○          | ○   | |
| 椿ライン     | ×     | ×     | ×       | ×     | ×      | ×     | ×       | × | ○    | ○     | ○  | ×    | ○          | ○   | |
| 定峰         | ×     | ×     | ×       | ×     | ×      | ×     | ×       | × | ○    | ○     | ○  | ○    | ○          | ○   | 6 AAのVersion1.2+Dから登場 DACではコースの季節が夏に変更。 DACは2023年4月17日のVer2.0よりテクニカルコースに変更。                                                                                               |
| 七曲り       | ×     | ×     | ×       | ×     | ×      | ×     | ×       | × | ×    | ○     | ○  | ×    | ○          | ○   | DACでは全長が少し長くなった。 |
| 箱根         | ×     | ×     | ×       | ×     | ×      | ×     | ×       | × | ×    | ×     | ○  | ○    | ○          | ○   | 8∞のVersion1.2+Bから登場 Zeroでは上級から初級に変更 DACより初級から中級に変更 |
| 群サイ       | ×     | ×     | ×       | ×     | ×      | ×     | ×       | × | ×    | ×     | ×  | ○    | ○          | ○   | ZeroのVersion1.3から登場 |
| 小田原       | ×     | ×     | ×       | ×     | ×      | ×     | ×       | × | ×    | ×     | ×  | ×    | ○          | ○   | Zero Ver.2のVersion2.1から登場 |
| ヤビツ       | ×     | ×     | ×       | ×     | ×      | ×     | ×       | × | ×    | ×     | ×  | ×    | ×          | ○   | DACのVer.2.3から登場 |
| 真鶴         | ×     | ×     | ×       | ×     | ×      | ×     | ×       | × | ×    | ×     | ×  | ×    | ×          | ○   | DACのVer.2.7から登場 |

## チューニングシステム

### Arcade Stage Ver.1〜3・Special Stage・STREET STAGE
- まず、チューニングするためには、カードの購入が必要である。プレイ開始前に、プレイ料金とは別にカード代金を投入し、「カードを購入する」を選択する（一部店舗では、無料サービス、半額などもある）。Special Stageは、「ガレージに登録する」を選択。
- 購入すると、車種・カラー選択→チューニングコース→カードネーム選択（最大5文字まで。英数字の大文字のみ、ひらがな、カタカナが、選択可能）→ガレージ登録（Special Stageのみ）→AT・MT選択を、それぞれ選択。なお、ノンカードプレイの場合、チューニングコース、カードネーム選択は、省かれる。
- チューニングは、基本チューニングとパーツチューニング（詳細は、以下参照）があり、コースをすべて装着すると、チューニングコンプリート（フルチューン）（120000pts）となり、初期状態よりも格段に速くなっている。
- プレイの勝敗に関わらずポイントは加算され（ただし、文太に挑戦!!は、負ければ減点される）、選択したコースにしたがってチューニングを施されていく。カード使用期限の50回を過ぎると引継ぎの際、チューニングコース、AT・MTを選択でき、チューニングコースを変更した場合は、一旦、ノーマルに戻り、プレイごとに再びパーツが装着されていくが、Special Stageは、途中でチューニングコースの変更はできない。
- フルチューンを完了後も、プレイ毎にランダムでパーツチェンジイベントが登場し、「ホイール」・「マフラー」・「リアスポイラー[注 71]」・「エアロミラー[注 71]」・「ボンネット[注 71]」などが、ランダムに登場し、交換するかを「YES」・「NO」で選択し、該当のポイントを消費して交換する。なお、パーツのタイプ・色などは選択不可。
- STREET STAGEでは、ポイント制に変わり、ゲーム内でチューニングカードを手に入れ、一台の車をチューニングする形となった。
- 車種選択などや、概要などは、従来と変わらず「チューンアップ」の5段階、「パーツチェンジ」の2種類からなり、該当パーツカードを手に入れるとガレージ内のチューニングの項目でチューンができる。
- 該当の車種が全パーツ装着完了すると、アーケードステージシリーズと同様にチューニングコンプリート（フルチューン）となる。メンテナンスは存在しない。パーツ交換は、フルチューン完了後に該当パーツのカードを消費し、複数のパーツから選択して、交換する。なお、交換パーツは、アーケードステージシリーズと同じ。

| チューニングSTEP | チューニング名     | チューニングポイント |
| ---------------- | ------------------ | -------------------- |
| STEP-1           | 排気系チューニング | 10000pts             |
| STEP-2           | 冷却系チューニング | 24000pts             |
| STEP-3           | ECU交換            | 60000pts             |
| STEP-4           | ボディチューン     | 90000pts             |
| STEP-5           | 駆動系チューン     | 120000pts            |

| パーツ名                                     | チューニングポイント |
| -------------------------------------------- | -------------------- |
| ホイール                                     | 5000pts              |
| マフラー                                     | 24000pts             |
| リアスポイラー                               | 36000pts             |
| フロントスポイラー                           | 50000pts             |
| サイドスカート・オーバーフェンダー           | 70000pts             |
| エアロボンネット・エアロミラー・リアバンパー | 80000pts             |
| ステッカー                                   | 100000pts            |

- 基本チューニングの『STEP-5・駆動系チューン』は、一部の車種のチューニングコースを選択すると、駆動系チューンの代わりに、特別チューンが施される。他コースを選択したり、カード引継ぎ時にコースを変更した場合は、無効となるので注意が必要である。もちろんの事、作成時に、別コースを選択し、フルチューン前に該当チューンに変えても無効で、通常通りに駆動系チューンまたは、変更前のチューンコースのSTEP-5のチューンとなる。ただし、カラーリングは無関係で、フルチューン後に別コースに変更した場合は、既にチューンされているパーツは、取り外されることはない。詳しくは下記参照。

| 車種                              | コース名      | チューニング名                 |
| --------------------------------- | ------------- | ------------------------------ |
| TRUENO GT-APEX（AE86）            | A・B・Cコース | レース用エンジン換装           |
| TRUENO GT-APEX（AE86）            | Dコース       | ターボチャージャー装着         |
| LEVIN GT-APEX（AE86）             | Aコース       | スーパーチャージャー装着       |
| LEVIN GT-APEX（AE86）             | B・Cコース    | レース用エンジン換装           |
| LEVIN GT-APEX（AE86）             | Dコース       | ターボチャージャー装着         |
| LEVIN SR（AE85）                  | Aコース       | ターボチャージャー装着         |
| RX-7 Type-R（FD3S／I型）          | Bコース       | ビッグシングルタービン交換     |
| ROADSTER S Special（NA6CE）       | Aコース       | 1800ccにボアアップ             |
| LANCER GSR EVOLUTION III （CE9A） | Aコース       | ミスファイアリングシステム搭載 |
| INTEGRA TYPE R （DC2）            | Aコース       | ターボチャージャー装着         |

- 上記のチューニングの他に、メンテナンスが存在する。フルチューン後の15000ptsごとに、施され990000ptsに達するとフルメンテナンス完了（フルメン）となる。これで、このカードのチューニング（ランダムのパーツ交換を除いて）が、すべて完了となる。

### ARCADE STAGE 4&5・EXTREME STAGE
- 『4』では頭文字D免許証を購入する。『Ver.3』以前からの引継ぎはできない。
- 購入すると、ベースとなるマイキャラクター選択（男性・女性）→エントリーネーム選択（最大6文字まで。英数字の大文字のみ、ひらがな、カタカナが、選択可能）→ホームエリア選択（タイムアタックの地域が決まる）→車種・カラー選択→AT・MT選択→ナンバープレート設定（東京都の場合、足立・品川・練馬・多摩・八王子を選択できる）を、それぞれ選択。なお、免許証なしでプレイする場合、キャラ選択、カードネーム選択は、省かれる。
- プレイの勝敗に関わらずポイントが加算され、累計3回以上プレイする毎に、コンティニュー時に「NO」を選択したら、「チューニングショップ」が登場する。6回連続コンティニューした後でも、2回出るわけではない。ショップにてマフラー、足回りなどのカテゴリから選択し、ポイントを払ってパーツを1つ購入できる。
- 全国対戦にてマイキャラクターパーツのスロットと重なった場合は、次の1プレイ目で登場。
- 今までのチューニングはコースを選択し、そのコースのチューニングしかできなかったが、今作からエンジン、足回り、エアロなど、選択できるものの中から、自由にチューニングが可能で、全7ステップのチューニングとなる。また、エアロやエンジンチューンの内容は、前作までのように、決まったものから選ぶのではなく、パーツごとに自由に選択することができる。なお、エアロパーツ、マフラーだけでも10種類を超えるが、挙動やタイムにどれほど影響するのかは不明。パーツは、頭文字D.NETの有料会員である場合、一度に複数を購入することが可能である。
- ステップ式のチューンは一度選んだステップのパーツを選び直せないが、それ以外のパーツなら該当のポイントを消費すれば何回でも交換可能。

### ARCADE STAGE 6 AA〜8 ∞
- チューニングシステムが大幅に変わり、マシンの性能を上げる機能型チューニングが毎レース後に行われるようになり、わざわざゲームを終了しなければいけないわずらわしさは解消された。なお、ポイントが不足している場合はレース後にチューニング画面は出現しない。『8』ではファクトリーモードからでも行えるようになった。
- ただし、NET会員特典の「制限時間内に幾つでもパーツを購入できる」特典は、機能型チューニングでは出来ない。一つのパーツを購入して終了するため、一気にポイントを貯めて、一気買いをすることはできなくなった。
- エアロ系、用品系はメインメニューから行けるようになり「今までの累計プレイで出現」から「何時でも行けるようになる」ようになった。また、NET会員特典の「制限時間内に幾つでもパーツを購入できる」特典は、この2つには今まで通り適用される。
- 今までは、タイプ別に5つの項目×7STEPの35パーツを購入していく形だったが、今回では全ての機能型パーツがシャッフルされ、全5STEP製となった。『ARCADE STAGE 8 インフィニティ』では2015年7月17日のアップデートでメンテナンス系のチューンと言えるEX SPECが解放され全6STEP制となる。
- また、全機能系パーツを購入すると、「フルスペック」扱いとなり、「セッティング」が出来る。マイレージを貯めることにより、変更権が1回使える。セッティングを実施するには「セッティング変更権」が必要であり、頭文字D.NET会員は、常にセッティング変更権を保持しており、何度でも変更可能。
- 頭文字D.NET会員でない場合は、マイレージを貯めることによりセッティング変更権を獲得できる。
- セッティングは標準の「バランス」、車体の向きを変えやすくドリフト状態に持ち込みやすいが、マシンが暴れやすくドリフト状態を終了させるのが難しい「ピーキー」、車体の向きが変えにくいが少ない角度でドリフトできるほか、ドリフト状態を終了させやすくグリップ走法に向いた「マイルド」、ステアリングが少しシビアになるが走りの幅を広げたい方向けの「スタビリティ」の4種類があり、自分に合った挙動に合わせることも可能。
- なおメーカーが「EXTRA」のマシン（FT-86、GT-R）は、購入時既に「フルスペック」扱いだが、カラー以外の変更は出来ない仕様になっている。PRIUS Sのみ唯一チューニングできるマシンである（7 AA XからはGT-Rは通常車昇格に伴い購入時にフルスペックではなくなった）。また、メーカーが「COMPLETE CAR」のマシンはカラー以外の変更は出来ない仕様になっている（一部のコンプリートカーはステッカーの装着やホイール交換が可能）。
- 『6 AA』以降では、NET会員のサービスが大きく、新たに「ドライバーズポイントのボーナス追加」「エアロ系、用品系のパーツ購入ポイント割引」、「NET会員専用カラー」、「フルスペックマシンのセッティング変更が何時でも可能」などが追加されている。
- 『8』ではDコインが追加され、Dコインを使用することで機能型チューニングを進めることが可能。また、不足していた場合でも購入してチャージすることができるがオンラインサービス終了に伴いチャージができなくなった[5]。レース後のチューニング画面からでもDコインチャージができるためレース後は常にチューニング画面が出現するようになった（ポイント・Dコイン不足の場合は選択不可状態になる。ただしオンラインサービス終了に伴いDコインのチャージは不可能）。

### ARCADE STAGE Zero
- 基本的なチューニングシステムは6AA~8∞までと一緒だが、『Zero』では各チューニングパーツが大幅に値下がりしているが、SPEC5チューニングを完了した後に出現するメンテナンス系チューンのEX SPECが削除され、『8』の初期の仕様に戻った。しかし、カリスマレベルが10以上でないとSPEC3・SPEC4、30以上でないとSPEC5が解放されず、9以下ではSPEC2、29以下ではSPEC4でチューンが止まる。『Zero』をプレイしているカードでの所有台数が多いほどチューニングに必要なポイントが最大40%まで割り引かれる。
- 『Zero Ver.2』ではチューニング解放条件は『Zero Ver.1』と同じだが、各チューニングパーツが値上がりしており、『6AA』のみであったマシンセッティング機能が復活。『6AA』ではFULLSPECにならないとセッティングが解放されなかったが、『Zero Ver.2』では最初から開放しておりいつでもセッティングを変更することができる。セッティングは車体の向きが変えにくくドリフトランプを点灯させにくいが少ない角度でドリフトできるほか、ドリフト状態を終了させやすくグリップ走法に向いた「マイルド」、ステアリングが少しシビアになるが走りの幅を広げたい方向けの「スタビリティ」、カリスマレベル30に達すると解放され、車体の向きを変えやすくドリフトランプを点灯させやすくドリフト状態に持ち込みやすいが、マシンが暴れやすくドリフト状態を終了させるのが難しい「ピーキー」の3種類があり、自分に合った挙動に合わせることも可能。

### THE ARCADE
前作までからチューニングシステムが大幅に変更され、ストーリーモードを1話クリアするごとに獲得できるポイントによってパーツを購入・装着しチューニングを進めていく、言ってしまえば湾岸ミッドナイトに近いシステムとなった。
レース後に提示される３つのチューニング項目の中から一つを選び、パワー/コーナリング/スタビリティのうち1つ、または2つの性能を向上させる。チューニング項目は全部で16種類あるが、どの順番で購入しても最終的な性能に影響はない。

## 作中で使用されたSUPER EUROBEAT及び挿入歌
何れも表記してある場所は初期設定。一部作品では同じコースでも昼夜で異なる楽曲が使用されており、その場合はゲーム中の並び順と同様、昼の楽曲を先に表記する。

### 頭文字D Arcade Stage Ver.1
アドバタイズ（オープニング）
TAKE ME BABY / MICKEY B.
選択画面BGM
LIVE IN TOKYO / KELLY WRIGHT
対戦で使用可能なSUPER EUROBEAT
1. 妙義
  - SPACE BOY / DAVE RODGERS
2. 碓氷
  - LOVE IS IN DANGER / PRISCILLA
3. 秋名
  - GRAND PRIX / MEGA NRG MAN
4. 八方ヶ原
  - HEARTBEAT / NATHALIE
5. 秋名（藤原文太戦）
  - BEAT OF THE RISING SUN / DAVE RODGERS
6. その他
  - DON'T STOP THE MUSIC / LOU GRANT

エンディング
THE RACE IS OVER / DAVE RODGERS

### 頭文字D Arcade Stage Ver.2 / Special Stage
アドバタイズ（オープニング）
Gamble Rumble / move
選択画面BGM
LIVE IN TOKYO / KELLY WRIGHT
対戦で使用可能なSUPER EUROBEAT
1. 妙義
  - SPACE BOY / DAVE RODGERS
  - NIGHT OF FIRE / NIKO
2. 碓氷
  - DON'T STOP THE MUSIC / LOU GRANT
  - LOVE IS IN DANGER / PRISCILLA
3. 赤城
  - KILLING MY LOVE / LESLIE PARRISH
  - RUNNING IN THE 90'S / MAX COVERI
4. 秋名
  - GRAND PRIX / MEGA NRG MAN
  - BEAT OF THE RISING SUN / DAVE RODGERS
5. 八方ヶ原
  - HEARTBEAT / NATHALIE
6. いろは坂
  - ROCK ME TO THE TOP / DUSTY
7. いろは坂（プロジェクトD戦）
  - STATION TO STATION / DERRECK SIMONS

Special Stageで追加されたSUPER EUROBEAT
これらの追加曲は、ストーリーモードのステージをクリアする事で徐々に解禁されていく。
1. 真・妙義
  - 100 / DAVE RODGERS
2. 真・碓氷
  - STAY / VICTORIA
3. 正丸
  - GET ME POWER / MEGA NRG MAN
4. もみじライン
  - I NEED YOUR LOVE / DAVE SIMON
5. 塩那
  - BIG IN JAPAN / ROBERT PATTON
6. その他（一部楽曲はArcade Stage Ver.3でより短くアレンジされて継続使用）
  - SPEEDY SPEED BOY / MARKO POLO
  - NO ONE SLEEP IN TOKYO / EDO BOYS
  - REMEMBER ME / LESLIE PARRISH
  - BACK ON THE ROCKS / MEGA NRG MAN
  - DON'T STAND SO CLOSE / DR.LOVE
  - WHITE LIGHT / MR.GROOVE
  - SAVE ME / LESLIE PARRISH
  - BURNING DESIRE / MEGA NRG MAN
  - MIKADO / DAVE MC LOUD
  - CRAZY FOR LOVE / DUSTY
  - DON'T YOU (FORGET ABOUT MY LOVE) / SOPHIE
  - WEST END GUY / DIGITAL PLANET
  - CRAZY FOR YOUR LOVE / MORRIS
  - CRAZY NIGHT / BOYS BAND
  - EXPRESS LOVE / MEGA NRG MAN

エンディング
THE RACE IS OVER / DAVE RODGERS

### 頭文字D ARCADE STAGE Ver.3 / STREET STAGE
アドバタイズ（オープニング）
Gamble Rumble / m.o.v.e （Arcade Stage Ver.3）
DOGFIGHT / m.o.v.e （Street Stage）
対戦で使用可能なSUPER EUROBEAT
1. 妙義
  - SPEEDY SPEED BOY / MARKO POLO
2. 碓氷
  - REMEMBER ME / LESLIE PARRISH
3. 赤城
  - SAVE ME / LESLIE PARRISH
4. 秋名（昼）
  - OVER THE RAINBOW / POWERFUL T.
5. 秋名（夜）/秋名（雪）
  - STOP YOUR SELF CONTROL / MARKO POLO
6. いろは坂
  - CRAZY FOR LOVE / DUSTY
7. 八方ヶ原
  - EXPRESS LOVE / MEGA NRG MAN
8. 正丸
  - BLACK OUT / OVERLOAD （Arcade Stage Ver.3）
  - POWER OF SOUND / ACE （Street Stage）
9. 土坂
  - FALL IN THE WEB OF DESIRE / POWERFUL T.
  - PAMELA / MATT LAND
10. 土坂（プロジェクトD戦） 
  - FIGHT FOR LOVE TONIGHT / ACE WARRIOR
11. その他（Street Stageのみ）
  - GET ANOTHER CHANCE / MEGA NRG MAN
  - FIRE ON THE BEAT / ACE WARRIOR
  - READY TO GO / MEGA NRG MAN
  - CHANGES / BETTY BLUE
  - DEMOLITION / J.STORM
  - MAD ABOUT YOU / ACE WARRIOR
  - OVERLOAD / MATT LAND
  - FEVERNOVA / DAVE RODGERS & KIKO LOUREIRO

エンディング
DANCIN' IN MY DREAMS / J.STORM-GTR Performed by OLAF THORSEN

### 頭文字D ARCADE STAGE 4 / 4改 / EXTREME STAGE
アドバタイズ（オープニング）
雷鳴-out of kontrol- / m.o.v.e （Arcade Stage 4）
DIVE INTO STREAM / m.o.v.e （Extreme Stage）
対戦で使用可能なSUPER EUROBEAT
（当初はコースによって楽曲が固定されており、選択不能だったが、Arcade Stage 4 改 Ver.1.5）からは選択可能になった）
1. 秋名湖
  - LET'S GO, COME ON / MANUEL
  - GO BEAT CRAZY / FASTWAY
2. 妙義
  - SPEED CAR / D-TEAM
  - FLY TO ME TO THE MOON & BACK / THE SPIDERS FROM MARS
3. 赤城
  - REVOLUTION / FASTWAY
  - WE'LL SEE HEAVEN / DIGITAL PLANET
4. 秋名
  - ALL AROUND / Lia
  - ELDORADO / DAVE RODGERS
5. いろは坂
  - RAISING HELL / FASTWAY
  - SPACELOVE / FASTWAY
6. 筑波
  - NO CONTROL / MANUEL
  - FOREVER YOUNG / SYMBOL
7. 筑波（プロジェクトD戦）・八方ヶ原（舘智幸戦、Extreme Stageのみ）
  - RIDER OF THE SKY / ACE
8. 八方ヶ原（EXTREME STAGEのみ）
  - GO BEAT CRAZY / FASTWAY （秋名湖（夜）と同様）
  - RAISING HELL / FASTWAY （いろは坂（昼）と同様）
9. 秋名（藤原文太戦）
  - THE FIRE'S ON ME / SPOCK

エンディング
NAMIDA 3000 / m.o.v.e （Arcade Stage 4）
KEEP ON MOVIN' / m.o.v.e （Extreme Stage）

### 頭文字D ARCADE STAGE 5
アドバタイズ（オープニング）
BLAZABILITY/m.o.v.e
対戦で使用可能なSUPER EUROBEAT
1. 秋名湖
  - LOOKA BOMBA / GO 2
2. 妙義
  - SUN IN THE RAIN / MANUEL
3. 赤城
  - SWEET SIXTEEN GIRL / CANDY TAYLOR
4. 秋名
  - LOVE IS THE NAME OF LOVE / IRENE
  - ADRENALINE / MANUEL
5. いろは坂
  - BLACK U.F.O. / LUPIN
6. 八方ヶ原
  - GAS GAS GAS / MANUEL
  - CHEMICAL LOVE / KEVIN & CHERRY
7. 筑波
  - DISCO FIRE / DAVE RODGERS
  - MIDNIGHT LOVE / NEO
8. 長尾
  - ROCKIN' HARDCORE / FASTWAY
  - SPEED MAN / DAVE SIMON
9. 長尾（プロジェクトD戦）
  - FIGHTING! / CODY
10. 秋名（藤原文太戦）
  - RIGHT NOW / DARK ANGELS

エンディング
Lady Butterfly / m.o.v.e

### 頭文字D ARCADE STAGE 6 AA
アドバタイズ（オープニング）
The Double Ace / m.o.v.e
対戦で使用可能なSUPER EUROBEAT
1. 秋名湖
  - DON'T TURN IT OFF / GO 2
2. 碓氷
  - YOU ARE MY WONDER / QUEEN 26
3. 妙義
  - ROCK BEATIN' WILD / FASTWAY
4. 赤城
  - BURN INTO THE BEAT / NICK MANSELL
5. 秋名
  - QUEEN OF MEAN / THE SNAKE
6. いろは坂
  - HURRICANE MAN / GOLD-RAKE
7. 八方ヶ原
  - SET ME FREE / CHERRY
8. 筑波
  - THE LOVEBITE / DUSTY
9. 長尾
  - KING OF EUROBEAT / JORDAN
10. 椿ライン
  - EURONIGHT / EUROGROOVE
11. 椿ライン（プロジェクトD戦）
  - MAD DESIRE / STEPHY MARTINI[注 72]
12. 定峰
  - ONCE UPON A TIME / PAMSY[注 73]
13. 秋名（雪）・北条凛戦
  - FOREVER SAD / HELY[注 74]
14. その他
  - SUPER RIDER / MARK ASTLEY

対戦で使用可能なSUPER EUROBEAT以外の楽曲
1. BURN INSIDE / TAKENOBU & KUNOICHI[注 75]

エンディング
BIRD / m.o.v.e

### 頭文字D ARCADE STAGE 7 AAX
アドバタイズ（オープニング）
Cross The X / m.o.v.e （カード引継ぎ特典として対戦で使用可能）
対戦で使用可能なSUPER EUROBEAT
（今作の一部楽曲はArcade Stage Ver.シリーズから再アレンジされ復活）
1. 秋名湖
  - DISCONNECTED / HOTBLADE
2. 碓氷
  - REMEMBER ME / LESLIE PARRISH （Arcade Stage Ver.3･Street Stageより復活）
3. 妙義
  - NIGHT OF FIRE / NIKO （Arcade Stage Ver.2･Special Stageより復活）
4. 赤城
  - I NEED A REVOLUTION / MARKO
5. 秋名/秋名（雪）
  - POWER TWO / HOTBLADE
6. いろは坂
  - CRAZY FOR LOVE / DUSTY （Arcade Stage Ver.3･Street Stageより復活）
7. 八方ヶ原
  - BURNING UP THE NIGHT (TOTAL FIRE) / 2 FAST
8. 筑波/筑波（雪）
  - FREEDOM RIDE / THE SNAKE
9. 長尾
  - MINISTRY OF POWER / FASTWAY
10. 椿ライン
  - SPEED OF LIGHT / THE SNAKE
11. 対プロジェクトD・北条凛・乾信司戦
  - THE TOP / KEN BLAST
12. 定峰
  - UP & DANCE, UP & GO / LOU MASTER
13. 土坂/土坂（雪）
  - PAMELA / MATT LAND （Arcade Stage Ver.3･Street Stageより復活）
14. 七曲り
  - LIMOUSINE / MANUEL

対戦で使用可能なSUPER EUROBEAT以外の楽曲
1. BURN INSIDE / TAKENOBU & KUNOICHI （6 AAより引き続き収録）
2. Cross The X / m.o.v.e （カード引継ぎ特典または公道最速伝説ORIGINALクリアで選曲可能）
3. Gamble Rumble (Stage 7 Version) / m.o.v.e （関東最速プロジェクト一周クリアで選曲可能）
4. 情熱のイナズマ / GACKT （カード不使用時選曲不可）[12][注 76]

エンディング
Gamble Rumble (Stage 7 Version) / m.o.v.e

### 頭文字D ARCADE STAGE 8 ∞
アドバタイズ（オープニング）
Outsoar the Rainbow / m.o.v.e
対戦で使用可能なSUPER EUROBEAT
1. 秋名湖
  - BREAKIN'OUT / ACE
2. 碓氷
  - NOTHING'S GONNA STOP US TONIGHT/ ANNALISE
3. 妙義
  - COME ON BABY / FASTWAY
4. 赤城
  - SUNLIGHT / KAIOH
5. 秋名/秋名（雪）
  - PRAYER / DUCKY CHIX
6. いろは坂
  - YOUR LOVE IS LIKE A MEDICINE / MEGA NRG MAN
7. 箱根
  - WHEN THE SUN GOES DOWN / KEN BLAST
8. 筑波
  - SUPER DRIVER / DANIEL
9. 定峰
  - KISS / BAMBOO BIMBO
10. 土坂
  - FAR FROM THE LIGHT / LEO RIVER
11. もみじライン
  - THE RACE OF THE NIGHT / DAVE RODGERS
12. 八方ヶ原
  - NONSENSE SENSATION / PAUL HARRIS
13. 七曲り
  - HEART'S ON FIRE / DAVID DIMA
14. 長尾
  - ADRENALINE / ACE
15. 椿ライン
  - NEVER SAY NEVER / MANUEL
16. プロジェクトD戦
  - I JUST WANNA STAY WITH YOU / DREAM FIGHTERS

対戦で使用可能なSUPER EUROBEAT以外の楽曲
1. 秋名（藤原文太戦）
  - Outsoar The Rainbow / m.o.v.e （藤原文太戦クリアにより選曲可能）
2. 秋名（高橋啓介戦（藤原とうふ店編））
  - Raise Up / m.o.v.e （公道最速伝説全クリア、または前作の関東最速プロジェクト一周クリア済みのカード引継ぎ特典で選曲可能）
3. その他
  - BURN INSIDE / TAKENOBU & KUNOICHI （6 AAより引き続き収録）

エンディング
Raise Up / m.o.v.e

### 頭文字D ARCADE STAGE Zero / Zero Ver.2
- 本作で収録されている新劇場版のレースBGMは、オンラインサービス期間中に使用できた。2021年4月末の日本国内版、2021年11月末の海外版のオンラインサービス終了に伴うアップデートをもって新劇場版のレースBGMが削除され、デフォルトBGMも変更された。

アドバタイズ（オープニング）
The Brave (D Version) / BACKDRAFT SMITHS（対戦で使用可能）
対戦で使用可能なBGM
1. 箱根
  - We'll Start Our Race (D Version) / BACKDRAFT SMITHS
2. 秋名湖
  - Avoid / CLUTCHO
3. 碓氷
  - Curious (D Mix) / BACKDRAFT SMITHS
4. 妙義
  - One by One / The Hug Me
5. 赤城
  - NO MATTER / The Valves
6. 秋名
  - Candle Flames / BACKDRAFT SMITHS
7. いろは坂、土坂
  - Strobe / CLUTCHO
8. 筑波
  - Crank it Up / BACKDRAFT SMITHS
9. もみじライン
  - Inner Fighter / 月光グリーン
10. 八方ヶ原
  - Liberation / CLUTCHO
11. 秋名（雪）
  - FOREVER SAD / HELY[注 77]
12. 定峰、七曲り
  - MAD DESIRE / STEPHY MARTINI(2018年1月23日～2月19日までの公道遠征「D0女子部」の4人目撃破で2018年2月22日に先行追加で選曲可能)
13. 群サイ
  - SET ME FREE BABE / RICHARD COTTLE[注 78]
14. 長尾
  - The Brave (D Version) / BACKDRAFT SMITHS
15. 小田原
  - Chase The Ghost / Sachi@SEGA
16. 椿ライン
  - THE TOP / KEN BLAST （総走行距離300km突破で選曲可能となり解禁後椿ラインのデフォルト曲となる）
17. その他
ゲームを進めていく事で、過去作のBGMが選曲可能となる。またZeroのVer.1で条件を達成していたら、ZeroのVer.2にも解禁状態で引き継がれる。
  - Gamble Rumble / m.o.v.e（公道列伝-序章-クリアで選曲可能）
  - STOP YOUR SELF CONTROL / MARKO POLO （総走行距離1,000km突破で選曲可能）
  - BURN INSIDE / TAKENOBU & KUNOICHI@SEGA[注 79]（公道列伝-二章-クリアで選曲可能）
18. 東方Projectコラボイベントで入手可能なBGM
東方Projectコラボイベント開催期間中に条件を満たせば東方ユーロビートのBGMが選曲可能となっていたが2021年2月28日をもって同イベントの開催は終了したため入手できない。
  - Crazy Hot / NJK Record vo:坂上なち
  - My destiny / NJK Record vo:Shihori
  - PANDORA ZONE / SOUND HOLIC Vs. Eurobeat Union vo:Nana Takahashi
  - No Life Queen(DJ Command Remix) / SOUND HOLIC Vs. Eurobeat Union vo:Nana Takahashi
  - PRESERVED VAMPIRE / SOUND HOLIC vo:Nana Takahashi
  - 00 HEAVEN / SOUND HOLIC Vs. Eurobeat Union vo:Nana Takahashi&709sec.
  - GET IN THE GROOVE / Eurobeat Union vo:okogeechann

### 頭文字D THE ARCADE
アドバタイズ（オープニング）
SCRAMBLE EYES / MOTSU vs A-One（ストーリーモード第6章クリア後対戦で使用可能）
対戦で使用可能なBGM
1. 秋名湖
  - Dive into the SPEED / A-One vo:AXEL.K
2. 箱根
  - Asterist / DiGiTAL WiNG vo:ふうか（Ver2.0より。Ver1.7までは小田原と同じくIGNITE THE POWER）
3. 碓氷
  - Drive Your Ambition / A-One vo:みぃ
  - High Speed Live / A-One vo:さちぶどう
4. 妙義
  - Starlight Spada / A-One vo:Rute
5. 赤城
  - Waiting for you / A-One vo:Shihori
  - Super Sonic / A-One vo:光吉猛修
6. 秋名
  - Midnight Tournament / A-One vo:KEN BLAST
  - Good Energy Flow / A-One vo:Nene
7. いろは坂
  - Turn It Around / A-One vo:KEN BLAST
8. ヤビツ
  - Twin Blade / A-One Vo: Rute / あき
9. もみじライン
  - EDGE OF TIME / SOUND HOLIC vo:709sec.
10. 筑波
  - DEEP IN THE HEATWAVE / SOUND HOLIC vo:小寺可南子
11. 八方ヶ原
  - God only knows / A-One vo:みぃ
12. 定峰
  - DUAL ROZES / SOUND HOLIC vs Eurobeat Union vo:Nana Takahashi
13. 土坂
  - BEAT DOWN / A-One vo:Rute
14. 長尾
  - NITRO RAINBOW / SOUND HOLIC vs Eurobeat Union vo:Nana Takahashi
15. 七曲り
  - PARAMETERS / DiGiTAL WiNG vo:沙
16. 椿ライン
  - IGNITE THE POWER / SOUND HOLIC vo:STEVIE（44MAGNUM）
  - Midnight Tournament / A-One vo:KEN BLAST
17. 秋名（雪）
  - Don't stop your way / A-One vo:あき
18. 群サイ
  - High Speed Live / A-One vo:さちぶどう
  - Super Sonic / A-One vo:光吉猛修
19. 小田原
  - IGNITE THE POWER / SOUND HOLIC vo:STEVIE（44MAGNUM）
20. 筑波（雪）
  - Fever on the Road / A-One vo:あやぽんず* / ytr
21. 土坂（雪）
  - Don't stop you way / A-One vo:あき
22. 期間限定で入手可能なBGM
これらの楽曲は期間限定イベントで条件を満たせば獲得できる楽曲。
  - PANDORA ZONE / SOUND HOLIC Vs. Eurobeat Union vo:Nana Takahashi（Zero Ver.2より引き続き収録）
  - Crazy Hot / NJK Record vo:坂上なち（Zero Ver.2より引き続き収録）
  - ANGEL WiNG (Crazy REMIX with DiGiTAL WiNG) / DIGITAL WING / CrazyBeats vo:花たん
  - Endless Sleepless Night / A-One vo:(V)・∀・(V)
  - STARVING RAVEN / SOUND HOLIC vo:Nana Takahashi
  - Horse Power Desire / DAVE RODGERS（DAVE RODGERSが頭文字D ARCADEシリーズのBGMで起用されるのは『8』以来となる。）
  - TOFU CONNECTION / DAVE RODGERS（上記と同じくDAVE RODGERSが頭文字D ARCADEシリーズのBGMで起用されるのは『8』以来となる。）
  - Chase The Ghost / Sachi@SEGA（Zero Ver.2より引き続き収録）
  - BURN INSIDE / TAKENOBU & KUNOICHI@SEGA (Zero Ver.2より引き続き収録)
  - Endless Seeker / A-One vo:Rute / あき
  - Fantastic World / A-One vo:Rute
  - PRESERVED VAMPIRE / SOUND HOLIC vo:Nana Takahashi (Zero Ver.2より引き続き収録)
  - HEARTSTRINGS / DiGiTAL WiNG vo:花たん
  - No Life Queen(DJ Command Remix) / SOUND HOLIC Vs. Eurobeat Union vo:Nana Takahashi (Zero Ver.2より引き続き収録)
  - DARTH KILLER / SOUND HOLIC vo:Nana Takahashi / 709sec.
  - Grip & Break down !! / SOUND HOLIC vo:Nana Takahashi
  - Don't Break Me Down / A-One vo:AXEL.K
  - ロミオとシンデレラ / doriko vo:初音ミク
  - ネトゲ廃人シュプレヒコール / さつき が てんこもり vo:初音ミク
  - テオ / omoi vo:初音ミク
  - ロストワンの号哭 / Neru vo:鏡音リン
  - 孤独の果て / 光収容 vo:鏡音リン
  - 右肩の蝶 / のりぴー vo:鏡音レン
  - ルカルカ★ナイトフィーバー / samfree vo:巡音ルカ
  - ワールズエンド・ダンスホール / wowaka vo:初音ミク / 巡音ルカ
  - アカツキアライヴァル / Last Note. vo:初音ミク / 巡音ルカ
  - IMPACT / USAO feat:光吉猛修 vo:光吉猛修
  - POTENTIAL / TAG
  - We Gonna Journey / Queen P.A.L
  - テリトリーバトル / ツコ vo:ツコ（ツユのメンバーの一人ぷすの不祥事を受け、2024年10月24日のアップデートをもって削除された）
  - Set Me Free Babe / Richard Cottle
  - Veiling Shooter / A-One Vo:花たん
  - Love Thief / Crazy Beats Vo:加藤ありさ